# Поварская улица
Поварска́я у́лица (в 1923—1992 годах — у́лица Воро́вского) — улица в районе Арбат и Пресненском районе Центрального административного округа города Москвы. Проходит от улицы Новый Арбат до Кудринской площади, лежит между Большой Никитской улицей и Новым Арбатом. Нумерация домов ведётся от Нового Арбата.
На протяжении XVIII—XIX веков Поварская являлась одной из самых аристократических улиц Москвы. Здесь жили представители многих знатных фамилий: Долгоруковы, Голицыны, Шереметевы, Гагарины, Борятинские, Волконские и многие другие. В конце XIX — начале XX веков характер улицы сменился на буржуазный и на Поварской появились дома Охотниковых, Миндовских, Фирсановых, Рябушинских, Морозовых, Грачёвых. Улица связана с жизнью и творчеством многих выдающихся деятелей русской культуры. Здесь жили писатели М. Ю. Лермонтов, Г. Р. Державин, Д. В. Давыдов, Н. П. Огарёв, А. И. Лажечников, П. И. Мельников-Печерский, И. А. Бунин, Б. А. Ахмадулина, публицист А. И. Кошелёв, художники Ф. Л. Соллогуб и И. С. Глазунов, актёры П. С. Мочалов, В. Ф. Комиссаржевская, А. А. Яблочкина, А. Л. Кайдановский, композиторы М. М. Ипполитов-Иванов, Н. Я. Мясковский и многие другие.
Первоначально улица проходила от Арбатской площади, однако в 1960-х годах прежнее начало Поварской исчезло после прокладки Нового Арбата. Несмотря на архитектурные утраты периода 1920—1970-х годов, Поварская улица ценна в историко-культурном отношении своеобразием застройки и обилием ценных памятников истории и архитектуры. Основная часть строений Поварской улицы включена в состав заповедной территории «Поварская — Большая Никитская».

## Описание
Поварская улица проходит от улицы Новый Арбат до Кудринской площади, лежит между Малой Никитской улицей и Новым Арбатом. Нумерация домов ведётся от Нового Арбата. Слева на Поварскую выходит улица Большая Молчановка, Большой Ржевский, Борисоглебский и Трубниковский переулки; справа от улицы отходят Малый Ржевский, Скатертный и Скарятинский переулки. Протяжённость улицы составляет 1 километр 40 метров, ширина проезжей части в среднем около 8 м, расстояние между домами достигает 29 м.

## Происхождение названия
Название XVI—XVII веков дано по дворцовой Поварской слободе, где жили повара и другой обслуживающий персонал царской кухни. Кроме главной Поварской улицы, слобода имела ряд переулков, в которых селились другие служащие царского Сытного двора: Хлебный, Ножовый, Скатертный, Столовый, Чашников переулки.

## История

### Первые упоминания
Линия Поварской улицы была проложена древней торговой Волоцкой дорогой, которая шла от Кремля к Великому Новгороду, проходила по этому месту от реки Пресни до ручья Черторыя. Кроме Поварской улицы, по линии бывшей Волоцкой дороги расположены современные улицы Знаменка и Баррикадная. Пересечение Волоцкой и Смоленской дорог определило в XIV—XV веках место прежнего начала Поварской улицы — Арбатской площади. Даже после того как дорога переместилась сначала на современную Большую Никитскую, а затем на Тверскую улицу, цари и вельможи продолжали ездить из Кремля в Новгород и обратно по линии современной Поварской улицы. В 1471 году по ней возвращался из Великого Новгорода государь всея Руси Иван III, а в 1572 году — царь Иван Грозный.
До XVI века заселение местности вокруг Волоцкой дороги почти неизвестно. Первые поселения вдоль дороги возникли после того, как Иван Грозный определил территорию вдоль левой части современной Поварской улицы в опричнину, пожаловав её приближённым дворянам и князьям. Вблизи с Новинским монастырём возникла охотничья Кречетная слобода, к которой позже присоединилась Трубничья и, возможно, Псарённая слободы. Как и в других частях города, опричнина способствовала уплотнению заселения территории. В XVII веке за Арбатским воротами Белого города по правую сторону от современной Поварской улицы сформировалось обширная Поварская слобода. По данным 1573 года, поварским обслуживанием царского стола занималось 477 человек, составлявших штат Сытного двора. Дворцовая кухонная обслуга жила не только на месте современной Поварской улицы, но и в соседних переулках, получивших название по специальностям обитавших в них кухонных работников: Хлебный, Скатертный, Столовый, Ножовый и исчезнувший ныне Чашников. Переулки вначале выходили на плацдарм Белого города, но позднее были отрезаны застроившим его кварталом. Во второй половине XVII века, во времена царя Алексея Михайловича, здесь стояло уже около 350 дворов. С течением времени вдоль слободской Поварской улицы активно множились крупные усадьбы, что повлияло на устройство в Земляном валу по линии улицы проездных ворот.

### Улица аристократов (XVIII—XIX век)
При Петре I Поварская слобода была упразднена. В конце XVII — начале XVIII веков, особенно после перевода двора в Санкт-Петербург, Поварская улица с соседними переулками стала превращаться в аристократический район, тем не менее сохраняя «кухонное» название. В это время с улицы были практически вытеснены мелкие дворы, возросло число больших усадеб. Несмотря на преобладание на улице свободной деревянной застройки, появилось и довольно много крупных каменных зданий. В это время на улице строятся каменные церкви Ржевской иконы Божьей матери, Рождества Христова в Кудрине, Святых Бориса и Глеба и Храм Симеона Столпника. В 1716 году на улице стояли дворы князей П. М. Борятинского, Л. Б. Сибирского, И. М. Гагарина, И. А. Голицына, княгини Волконской, стольников Баскакова, Блудова, Трусова, Готовцева и других. У Борисоглебского переулка находился двор царевны Натальи Алексеевны — сестры Петра I. Вокруг располагались 12 дворов офицеров, 4 двора стряпчих и других служилых людей. В конце улицы находились дворы офицеров и стряпчих, а также два загородных двора полуполковника Овцына и дьяка Степанова. Здесь же располагались дворы Шаховских, Милославских, Колычёвых, Грибоедовых и других знатных фамилий.
Согласно описи строений к «Плану Москвы прожектированной городу и предместьям 1775 года», в конце XVIII века на улице находились семь горшечных лавок, отдаточный двор вотчины князя Голицына, каменный трактир купца Н. Посникова, деревянный постоялый дом князя А. И. Гагарина и ряд других зданий. Всего в это время между Поварской и Арбатом стояло 10 каменных зданий, а между Поварской и Малой Никитской — 8, при этом 10 из 18 строений были церквями. На Поварскую выходило 29 переулков со стороны Арбата и 10 со стороны Малой Никитской улицы.
Пожар 1812 года уничтожил почти все деревянные здания района. В начале XIX века на улице возник ряд примечательных зданий, многие из которых сохранились до нашего времени: городская усадьба Долгоруковых, усадьба Гагариных, дом Шереметевых, усадьба Блудовых. Свой характер аристократической улицы Поварская сохраняла на протяжении XVIII—XIX веков. В первой трети XIX века на улице жил М. Ю. Лермонтов, Д. В. Давыдов, родители А. С. Пушкина. Сам поэт также часто бывал на Поварской у живших здесь друзей и лицейских товарищей, а в одном из домов состоялось первое чтение поэмы «Полтава». Путеводитель по Москве 1831 года так описывал Поварскую тех лет: «Нет улицы, которая была бы так пряма и ровна, как сия. На ней нет величественных зданий, но она очень красива».

### Улица в конце XIX — начале XX века
Поварская стала одной из первых в Москве озеленённых улиц: в 1899 году вдоль тротуаров она была обсажена липами. При развитии в конце XIX — начале XX веков общественного транспорта Москвы, по улице не были пущены ни конка, ни проложены трамвайные пути: у состоятельных жителей Поварской были собственные выезды.
В конце XIX — начале XX века на улице возник ряд строений, определяющих современный вид Поварской: по проекту архитектора Л. Н. Кекушева в модном в то время стиле модерн были возведены особняки для Саарбекова, Понизовского и Миндовского; построены крупные респектабельные доходные дома Кальмеера, Милорадович, Таланова, Баскакова, Хрептович-Бутенёва; перестроен ряд старых особняков. Новые здания на улице проектировались лучшими зодчими того времени. Кроме Л. Н. Кекушева, на Поварской возводили строения по своим проектам П. П. Зыков, А. Н. Зелигсон, Н. В. Никитин, А. С. Каминский, В. Е. Дубовской, Р. И. Клейн, А. Э. Эрихсон, П. С. Бойцов и другие архитекторы. В 1914 году улица состояла из 54 домов, 6 из которых принадлежали церквям, 4 — различным учреждениям, 16 — князьям, графам и дворянам, остальные 28 — купцам и почётным гражданам. Таким образом, к началу XX века аристократический характер улицы сменился на буржуазный. Сохранившиеся на улице церковные дворы были своеобразными оазисами среди других домов: храмы были окружены каменными оградами, обсажены деревьями. Дома церковного причта были преимущественно деревянными, с мезонином, и окрашивались обязательно в одинаковый коричневый цвет, так как применение других цветов для их окраски не разрешалось. На лето владельцы большинства домов уезжали в загородные имения и улица оставалась практически пустой.
В 1905 и в 1917 годах Поварская стала местом ожесточённых революционных схваток: в декабре 1905 года улица была покрыта баррикадами, сдерживавшими натиск царских войск; в 1917 году здесь происходили бои большевиков с юнкерами, пытавшимися прорваться к Пресне, и с анархистами, укрепившимися в нескольких особняках в начале улицы.

### Советское время
После октябрьской революции улица была сплошь асфальтирована и освещена. В 1923 году Поварская улица была переименована в улицу Воро́вского в память В. В. Воровского — большевика и одного из первых советских дипломатов, убитого бывшим белогвардейцем в Швейцарии. На Поварской улице Воровский никогда не жил. В 1920—1930-е годы на улице снесли ряд строений, среди которых церкви Святых Бориса и Глеба и Рождества Христова в Кудрине, а на их месте возвели новые здания. В это время на Поварской появились два здания в стиле конструктивизма — Дом каторги и ссылки, построенный по проекту братьев Весниных (№ 33) и дом № 25. В это же время на улице разместили литературные организации: в бывшей усадьбе Гагариных начал работу Институт мировой литературы и литературный музей А. М. Горького; в усадьбе Долгоруковых-Соллогубов — Высший литературно-художественный институт, а позднее Союз писателей СССР; особняк Святополк-Четвертинского передан под размещение Центрального дома литераторов.
В конце 1940-х — 1950-е годы на улице были построены здание для основанного семьёй Гнесиных Государственного музыкально-педагогического института, большой жилой дом на углу с улицей Чайковского и новый корпус Верховного Суда СССР, исчез выходивший на Поварскую Чашников переулок и ряд старинных особняков вокруг. В 1960-е годы часть строений по обеим сторонам улицы были снесены для прокладки проспекта Калинина, в результате чего Поварская потеряла выход к Арбатской площади.

### Современный период
Решением Президиума Моссовета № 30 от 13 апреля 1992 года улице было возвращено историческое наименование. В 1994 году возвращение названия было утверждено повторно. В 1997 году основная часть строений Поварской улицы была включена в состав заповедной территории «Поварская — Большая Никитская». Несмотря на архитектурные утраты 1920-х — 1960-х годов, современная Поварская улица богата зданиями, являющимися памятниками архитектуры регионального и федерального значения. Многие примечательные здания на улице занимают дипломатические представительства иностранных государств. На улице находятся посольства Норвегии, Кипра, Гренады, Афганистана, Новой Зеландии, резиденция посла Германии, Венгерский культурный центр и Культурный центр посольства Литвы «Дом Юргиса Балтрушайтиса».
На улице расположены памятники писателям А. М. Горькому, Л. Н. Толстому и И. А. Бунину. Здесь же до середины 2010 года находился памятник природы — двухсотлетний вяз, погибший во время аномальной летней жары.
В 2010 году на Поварской работают три музея: литературный музей А. М. Горького, мемориальный музей-квартира Е. Ф. Гнесиной и музей «П. И. Чайковский и Москва». Культурная жизнь представлена также двумя театрами — здесь расположены Государственный театр киноактёра и дирекция «Открытая сцена». Концерты и музыкальные вечера проходят в концертных залах «Гнесинский на Поварской» и «Музыкальная гостиная в доме Шуваловых», а также в «Доме Юргиса Балтрушайтиса», Венгерском культурном центре, резиденции посла Германии, литературном музее А. М. Горького. Образование и наука представлены Институтом мировой литературы имени А. М. Горького, Всероссийским научно-исследовательским институтом МВД России, Российской академией музыки и Музыкальным училищем имени Гнесиных. На улице также расположена экспериментальная средняя школа № 91.
В начале XXI века на улице возникло два новых строения: жилой дом (№ 28, стр. 2) и высотное здание Верховного суда России (№ 13).
| |
| - Координаты начала улицы: 55°45′10″ с. ш. 37°35′54″ в. д. - Координаты конца улицы: 55°45′29″ с. ш. 37°35′05″ в. д. |

## Примечательные здания и сооружения

### По нечётной стороне
До 1960-х годов нечётная часть Поварской улицы начиналась от угла улицы Арбат и выходила на Арбатскую площадь. При прокладке проспекта Калинина часть строений была снесена, в результате чего в настоящее время улица начинается от Нового Арбата строением № 5 — Церковью Симеона Столпника.
Первым номером по улице ранее значилось здание ресторана «Прага», сохранившееся до настоящего времени, но не имеющее сегодня номера по Поварской улице. В 1872 году в стоявшем на этом месте доходном доме В. И. Фирсановой открылся трактир «Прага», переиначенный посетителями в «Брага». Двухэтажный дом постройки 1824 года имел в то время ампирный облик, сохраняя некоторые первоначальные черты лавок, стоявших здесь в конце XVIII века. Архитектура фирсановского дома — один из ярких примеров купеческого преувеличения черт ампирной стилистики: центральный ризалит и угловая ротонда были оформлены несоразмерными зданию архитектурными деталями и декором. Фасад здания по не имевшей торгового характера Поварской улице был оформлен гораздо скромнее. В 1898 году дом вместе с трактиром выиграл в бильярд купец П. С. Тарарыкин, который в 1902 году перестроил его по проекту архитектора Л. Н. Кекушева. В 1914—1915 годах здание было перестроено с изменением фасадов в классическом стиле по проекту архитектора А. Э. Эрихсона. По воспоминаниям современников, «Прага» был одним из лучших московских ресторанов. После октябрьской революции ресторан был закрыт, а в здании разместились Высшие драматические курсы и книжные магазины «Букинист», «Книжное дело» и «Слово». В 1924 году здесь открылась общедоступная столовая треста Моссельпром, о которой В. В. Маяковский написал строки:
Здоровье — радость, высшее благо,

В столовой Моссельпрома — бывшая «Прага».

Там весело, чисто, светло и уютно,

Обеды вкусны и пиво не мутно!
Позднее в здании размещались спецстоловая, кинотеатр «Прага» (затем он же «Темп» и «Наука и знание»), библиотека, обувной магазин и другие учреждения. В 1954 году здание вновь было перестроено по проекту архитектора Б. И. Соболевского. Соболевский в основном сохранил существующую планировочную схему здания, но привнёс новую технологию, укрепил конструкции и обновил интерьеры, для чего специально были приглашены мастера из Чехословакии. В результате перестройки высота дома увеличилась до пяти этажей: на втором появились семь залов — Чешский, Купольный, Бирюзовый, Белый, Ореховый, Новопражский и Музыкальный; на третьем разместились кондитерские службы; на четвёртом были устроены два зимних сада и изящная ротонда; на пятом — зеркальный банкетный зал. С 1950-х годов в здании вновь работает ресторан, носящий название «Прага».
В несохранившемся доме № 3 с ротондой на углу с Большой Молчановкой в конце XIX — начале XX века размещалась 5-я Московская мужская классическая гимназия, в которой учились В. В. Маяковский, И. А. Ильин, А. Д. Самарин, Б. Л. Пастернак, В. А. Фаворский и другие известные люди. Гимназия называлась классической, так как её ученики продолжали изучать древние языки, изъятые в 1901 году из обязательной программы министром народного просвещения П. С. Ванновским. В гимназии преподавали С. П. Гвоздев, Н. Н. Трескин, А. С. Барков. Внутри треугольного пространства, образованного стоявшими вдоль Поварской и Большой Молчановки строениями, находился гимназический двор. Основанием треугольного пространства служила стена, за которой начинались владения церкви Симеона Столпника. В разные годы в доме жили профессор медицины, автор первого в России фундаментального руководства по гинекологии В. Ф. Снегирёв и профессор консерватории Н. А. Губер, у которого бывал здесь композитор П. И. Чайковский. После революции 1917 года в помещениях гимназии размещалась средняя школа № 23, а затем — школа № 91, для которой позднее было построено отдельное здание на Поварской (№ 14). В настоящее время улица Большая Молчановка выходит на Поварскую между церковью Симеона Столпника и усадьбой Грачёвых.

#### Церковь Симеона Столпника (№ 5/4)[сн 1]
Впервые деревянная церковь на этом месте упоминается в 1625 году. По одной из версий, она была освящена ко дню венчания на царство Бориса Годунова, так как этот день пришёлся на праздник Симеона Столпника.
Каменная Церковь Симеона Столпника, иначе именуемая Введенской и «в Дехтереве огороде, что за Арбатскими воротами», была построена в 1676—1679 годах по указу царя Фёдора Алексеевича в стиле московского узорочья, с пятью декоративными главами, трапезной, колокольней и двумя приделами, каждый с отдельной апсидой и главкой. Храм принадлежит к традиционному для Москвы типу посадских церквей и интересен своей симметричной объёмной композицией. Разная высота отдельных частей здания придаёт храму живописный силуэт.
Главным престолом храма является Введенский, приделы первоначально освящены во имя Симеона Столпника и Николая Чудотворца, последний в 1759 году был переосвящён во имя Димитрия Ростовского. На колокольне храма были установлены колокола литья мастера Ф. Д. Моторина, основателя известной династии литейщиков. В 1812 году храм был разграблен и сильно пострадал во время пожара. После освобождения Москвы от наполеоновских войск усилиями прихожан церковь и владения причта были восстановлены к 1818 году. С 1819 года до середины 1820-х годов на территории владения церкви в небольшом доме жил актёр П. С. Мочалов. Храм был популярен среди московской интеллигенции как место венчания: в 1801 году здесь состоялось тайное венчание графа Н. П. Шереметева и актрисы П. И. Жемчуговой; в 1816 году в церкви венчались писатель С. Т. Аксаков и О. С. Заплатина, дочь суворовского генерала С. Г. Заплатина; в 1866 году — К. П. Победоносцев с Е. А. Энгельгардт; в 1918 году будущая жена Михаила Булгакова Е. С. Нюренберг обвенчались здесь со своим первым мужем Ю. М. Неёловым, сыном артиста Мамонта Дальского. Прихожанином церкви в последние годы жизни был живший неподалёку Н. В. Гоголь. Несмотря на то что Гоголя отпевали в другом храме — университетской церкви мученицы Татианы, запись о смерти писателя сделана в метрической книге церкви Симеона Столпника, и обряд отпевания совершал священник именно этой церкви.
После революции церковь Симеона Столпника некоторое время оставалась действующей. В 1934—1938 годах в здании храма проходили службы «обновленцев». 22 сентября 1938 года вышло постановление Краснопресненского райсовета, которым здание церкви было передано Райпромтресту. В это время была снесена ограда храма, разрушены приходские службы, разобрана часть деталей самого церковного здания. В бывшей церкви разместились трудовые мастерские глухонемых, работавшие во время войны на нужды фронта. В послевоенное время церковное здание занимала мастерская «Мединструмент». Некоторое время в здании церкви также находилась керосиновая лавка. При проектировании Нового Арбата церковь, не вписывавшуюся в ряд новостроек, было решено снести, но усилиями общественности здание было сохранено. В 1966—1968 годах прошла масштабная реставрация храма, в результате которой была восстановлена изначальная форма кровли, разобраны искажавшие вид здания пристройки и поздние элементы, снят культурный слой до уровня XVII века и сделана вымостка участка вокруг церкви. В первоначальном виде были восстановлены сводчатые перекрытия трапезной, два яруса кокошников и основной объём храма, первоначальные формы оконных и дверных проёмов и их декоративное обрамление. Маковки отреставрированной церкви были увенчаны крестами, однако по распоряжению властей они были срезаны. В 1968 году здесь разместился выставочный зал мелких животных и птиц Всероссийского общества охраны природы, в результате чего интерьеры храма были практически полностью уничтожены. В 1990-х годах в храме устраивались выставки живописи и народного искусства. В 1990 году главки храма вновь были увенчаны крестами. В 1991 году здание было возвращено Православной церкви, а на следующий год здесь начались богослужения. Церковь Симеона Столпника является памятником истории и культуры федерального значения.

#### Усадьба Грачёвых (№ 7)
Здание главного дома городской усадьбы построено в 1816 году (по другим данным, в 1820—1822 годах), пристройки осуществлены в 1867—1869 годах по проекту архитектора П. П. Зыкова. Зыков объединил два ранее стоявших здесь строения, соорудив над встроенной частью купольную кровлю и аттик с вазонами.
В середине XIX века в доме у своего крёстного Н. А. Милютина проживал историк-москвовед Д. И. Никифоров, получивший известность своими воспоминаниями «Из прошлого Москвы», «Старая Москва» и другими произведениями, где он коснулся и жизни этого дома. В 1872 году здесь скончался хозяин усадьбы — государственный деятель, один из главных разработчиков Крестьянской реформы 1861 года Н. А. Милютин. В 1873 году усадьбу приобрёл текстильный фабрикант М. С. Грачёв. При новом владельце главное здание усадьбы вновь было перестроено в 1885—1887 годах по проекту архитектора Г. А. Кайзера. Протяжённый по красной линии улицы фасад здания получил более строгую, характерную для московской эклектики отделку. Из фасадного декора особо выделяются лепные картуши над средними окнами второго этажа. В это же время с левой стороны здания был пристроен «цветник» (зимний сад). Усадьба принадлежала Грачёвым вплоть до 1916 года. В апреле 1918 года здание пострадало в ходе штурма соседнего дома Цетлиных, в котором находился один из штабов анархистов.
С 1944 года в усадьбе размещается посольство Норвегии. Норвежские власти придают большое значение сохранению главного усадебного дома и его интерьеров. За годы нахождения здесь посольства было восстановлено первоначальное оформление помещений, исправлены нарушения, проведён капитальный ремонт здания. В интерьерах дома сохранилось множество уникальных элементов и предметов первоначального убранства. Посол Норвегии называет здание уникальным и считает, что «если бы оно находилось в Норвегии, оно могло бы соперничать с королевским дворцом». Посольство также располагает современным офисным зданием по этому же адресу, построенным в 1990-е годы. В 2004 году городская усадьба Грачёвых принята под государственную охрану в качестве выявленного объекта культурного наследия. В 2016 году включена в единый государственный реестр объектов культурного наследия (памятников истории и культуры) народов Российской Федерации.

#### Городская усадьба Казакова — Дункер — Цетлина (№ 9)
Особняк построен в 1813 году во владении Черткова. Сложная объёмно-пространственная композиция здания является результатом нескольких перестроек и реконструкций.
В первой трети XIX века дом принадлежал фаворитке графа А. А. Аракчеева, жене синодального обер-прокурора В. П. Крекшиной. Владелец особняка в 1860-х годах библиофил П. В. Щапов имел одно из самых крупных собраний иллюстрированных книг в России, которое завещал Историческому музею. С 1873 по 1892 год усадьбой владел потомственный почётный гражданин, совладелец Товарищества Тверской мануфактуры бумажных изделий Д. А. Морозов, после которого она перешла Е. Д. Дункер — дочери известного предпринимателя и коллекционера Д. П. Боткина и племяннице поэта А. А. Фета. Для перестройки здания владелицей усадьбы был приглашён архитектор И. С. Кузнецов, который в 1892 году при участии мужа Боткиной инженера К. Г. Дункера изменил общую композицию дома, сместив влево парадный вход и осуществив ряд пристроек. К зданию была пристроена высотная часть с парадным вестибюлем, лестницей и кабинетом, оформленным в духе неоренессанса. Мраморная парадная лестница получила отделку монументальными ордерными элементами, имитирующими входы итальянских палаццо. В доме были проведены водяное отопление, электричество и устроен редкий по тем временам лифт. В 1894 году по заказу супругов Дункер художник М. А. Врубель исполнил для отделки особняка мозаичный триптих «Суд Париса», плафон с изображением цветов и панно «Венеция». Работы Врубеля для особняка с 1927 года находятся в Омском музее изобразительных искусств им. Врубеля и в собрании Русского музея. После смерти супруга Е. Д. Дункер вновь вышла замуж за коллекционера Н. И. Щукина, по фамилии которого дом упоминается в некоторых источниках начала XX века, а в 1910 году продала дом богатому коммерсанту О. С. Цетлину.
Новый владелец по проекту гражданского инженера А. Н. Зелигсона в том же году осуществил перелицовку фасада и изменение внутреннего оформления особняка, включая одно из самых красивых помещений здания — голубую гостиную с зимним садом. Здание было оформлено дошедшим до наших дней рокайльно-барочным декором и редкими для Москвы вазами в полуциркульных нишах, декорированными обнажёнными женскими фигурками. Вход в здание был устроен по красной линии улицы под специальной ордерной сенью, служащей одновременно балконом второго этажа крайнего левого объёма. Отличается по декору крайняя правая часть постройки, обращённая гранёным эркером в небольшой садик: её завершает крупное полукруглое окно мезонина, закрытое декоративной решёткой с мелким растительным орнаментом. У сына Цетлиных — поэта М. О. Цетлина, писавшего под псевдонимом Амари, бывали Максимилиан Волошин, Марина Цветаева, Осип Мандельштам, Владимир Маяковский и другие литераторы. Осенью 1917 года особняк был захвачен анархистами. Это событие описано И. А. Буниным в дневниковой книге «Окаянные дни» и И. Г. Эренбургом в мемуарах «Люди. Годы. Жизнь». Анархисты были выбиты отсюда после ожесточённого боя лишь 12 апреля 1918 года, в ходе штурма были взорваны ворота усадьбы, пострадало и само здание. В советское время в усадьбе находились различные учреждения, а в 1950 году здесь разместилось посольство Судана.
В 2002—2004 годах была проведена комплексная реставрация особняка, включившая в себя укрепление конструкции здания, замену инженерных сетей, восстановление материалов и цветовой гаммы стен и потолков, настенных росписей, дверей и лестниц, реставрацию и воссоздание паркетов. В 2004 году городская усадьба А. А. Казакова — Е. Д. Дункер — Цетлина принята под государственную охрану в качестве выявленного объекта культурного наследия. В том же году в здании разместилось посольство Кипра. В доме находятся резиденция посла, канцелярия, представительство Кипрской Организации по туризму и коммерческий отдел посольства.

#### Усадьба П. М. Чернова (№ 11)
Усадьба середины XVIII века, перестраивалась после 1812 года и в 1870-е годы. Здесь с 1867 по 1869 год жил, работал и провёл последние дни русский писатель И. И. Лажечников. В 1875—1876 годах в доме снимал квартиру писатель и этнограф-беллетрист П. И. Мельников-Печерский, написавший здесь принесший ему известность роман «В лесах». В 1870-е годы в усадебном доме также жили: композитор и дирижёр М. М. Ипполитов-Иванов, которого навещал здесь Н. А. Римский-Корсаков, и врач-невропатолог, профессор А. Я. Кожевников. В 1900—1901 годах по проекту архитектора М. Ф. Бугровского здание вновь было перестроено: снесены флигели по улице, осуществлена надстройка главного дома, пристроен правый корпус.
Усадебный дом расположен в глубине участка за возведённой во второй половине XIX века готизированной металлической кованой оградой, в центре которой расположены въездные ворота. Возможно, что рустовка и форма наличников с сандриками и кронштейнами второго этажа сохранились от первоначального оформления фасада здания. К декору второй половины XIX века относятся фланкирующие балкон второго этажа полуколонны и гермы с женскими масками, а также декоративные лепные филёнки.
После 1917 года здесь разместился 6-й Дом Советов, в котором с 1918 по 1925 годы жили советский государственный и партийный деятель Л. Б. Красин и писатель, первый председатель азербайджанского совнаркома Н. Нариманов. Здесь же размещался Наркомат рабоче-крестьянской инспекции и находился кабинет наркома И. В. Сталина. В 1932 году главный дом усадьбы был надстроен двумя этажами. С 1974 по 1991 годы в здании размещалось издательство «Советский писатель», которое являлось ведущим писательским издательством СССР, выпускавшим до 500 наименований книг в год общим тиражом свыше 30 миллионов экземпляров, — 40 % из них составляли переводные издания, в основном, с языков народов СССР. В 1992 году издательство было преобразовано в товарищество с ограниченной ответственностью «Советский писатель» и фактически прекратило издательскую деятельность.
В память о Л. Б. Красине и Н. Нариманове на фасаде здания установлены мемориальные доски. Главный дом и ограда усадьбы являются заявленными объектами культурного наследия.

#### Верховный Суд Российской Федерации (№ 13, 15)
- № 13 — Главный дом городской усадьбы И. Я. Блудова. Во второй половине XVIII века усадьба принадлежала владельцу крепостного театра И. Я. Блудову, у которого в 1768—1780 годах жил его родственник поэт Г. Р. Державин. В 1820-е годы в здании размещалась Школа дирекции императорских театров, в которой учились В. И. Живокини, И. В. Самарин, П. Г. Степанов и другие актёры. В конце 1820-х годов здание принадлежало Черновой и было соединено калиткой с домом той же владелицы на Малой Молчановке, в котором жила Е. А. Арсеньева вместе с внуком М. В. Лермонтовым. Здесь же жила Е. А. Столыпина, в усадьбе которой Середниково М. В. Лермонтов проводил летние месяцы в 1829—1832 годах.[7] В 1880-х годах здание было перестроено, после чего здесь разместилась основанная Н. А. Муромцевой женская музыкальная школа, а также открылись классы хорового пения под управлением дирижёра Н. С. Кленовского. В 1891—1893 годах здание вновь было перестроено на средства полковника В. Б. Казакова по проекту архитектора, председателя Московского архитектурного общества Н. В. Никитина. В. Б. Козаков, скончавшийся 15 января 1887 года, по духовному завещанию оставил в собственность московского дворянства свой дом на Поварской улице с тем, чтобы в этом доме был устроен приют для призрения на полном содержании бедных дворян военного звания без различия губернии, а также жен и вдов с малолетними детьми штаб и обер-офицеров, убитых на войне или умерших от ран[55]. Дом призрения московского дворянства имени Казакова размещался в этом здании вплоть до 1916 года.[41] В начале 1890-х годов одно из помещений дома сдавалось в аренду основанному К. С. Станиславским и Ф. П. Комиссаржевским Оперно-драматическому училищу Московского Общества искусства и литературы. Здесь же жила дочь Комиссаржевского, известная русская драматическая актриса В. Ф. Комиссаржевская.[27] В залах училища на музыкальных вечерах выступал с детским оркестром композитор и музыкальный деятель А. А. Эрарский. В 1913 году здание было надстроено четвёртым этажом архитектором А. Ф. Мейснером.[36] В советское время здание использовалось под размещение различных судебных инстанций: в конце 1920-х годов здесь работал Московский губернский суд[56]; в 1950 году на четвёртом этаже дома разместилась Военная коллегия Верховного суда СССР; после постройки соседнего здания (№ 15) в бывшем главном доме усадьбы Блудовых разместились подразделения Верховного Суда СССР. Здание включало в себя палаты середины XVIII века, художественную ценность представляли интерьеры второго этажа.[36]

- № 15 — Здание Верховного Суда СССР. Шестиэтажное здание на углу с Большим Ржевским переулком построено для Верховного Суда СССР по проекту архитектора Б. П. Лейбо. Строительство здания, которое осуществлял Главвоенстрой Министерства обороны СССР, было закончено в декабре 1956 года[57]. Здание состоит из двух ярусов, по три этажа в каждом. Оба яруса расчленены каннелированными пилястрами, завершающимися одинаковыми композитными капителями. Более мелкие оконные проёмы и меньшие по размеру пилястры второго яруса создают ощущение облегчения здания кверху.[40] В начале 1990-х годов в здании разместился Верховный Суд Российской Федерации.

Ранее на этом месте находилась приходская церковь Ржевской иконы Божьей матери, по которой получили название Большой и Малый Ржевские переулки. По преданию, церковь была построена по велению царя Ивана Грозного, так как именно на этом месте произошла торжественная встреча в 1540 году чудотворных икон Одигирии и Честного Креста, перенесённых в Москву из Ржева. Первые упоминания о деревянной церкви на этом месте относятся к 1625 году; каменная церковь была сооружена в 1654 году с Никольским и Космодамиановским приделами. В 1804 и в 1864 годах здание храма перестраивалось. Во время перестроек появилась большая трапезная, необходимость сооружения которой объяснялась большим населением прихода. Церковь являлась приходским храмом М. Ю. Лермонтова, когда он жил на Поварской и Малой Молчановке вместе с бабушкой Е. А. Арсеньевой. В 1890—1900 годах по проекту архитектора С. Ф. Кулагина были созданы иконостасы и осуществлена роспись храма. После октябрьской революции храм продолжал действовать: в 1926 году здесь служили монахи упразднённого Валаамского подворья с Первой Тверской-Ямской улицы. В дни разграбления московских церквей 1922 года из этого храма было вывезено большое количество золота, серебра, драгоценных камней и церковной утвари. Разрушение храма началось в 1938 году, но было приостановлено войной. Окончательный снос церкви был закончен в 1952 году ко времени начала строительства здания Верховного Суда СССР.
Несмотря на протесты архитектурной общественности и жителей района, на основании Постановления Правительства Москвы в конце 1990-х годов главный дом и флигели городской усадьбы Блудова (№ 13) был снесён, осуществлена реконструкция дома № 15 и по проекту МП «Моспроект-2» (архитектор Б. В. Палуй) построен новый многоэтажный корпус для размещения Верховного Суда Российской Федерации, доминирующий над малоэтажной застройкой Поварской улицы и соседних переулков. По мнению архитектурного критика Н. С. Малинина, новая башня Верховного суда входит в список десяти «самых некрасивых» зданий, построенных в Москве в конце 1990-х — начале 2000-х годов. В 2002 году при проведении строительных работ в одном из подвалов реконструируемых зданий было обнаружено массовое захоронение 1930—1940 годов. В ходе реконструкции над входом в комплекс со стороны Большого Ржевского переулка была установлена скульптура Фемиды, на лице которой отсутствует повязка — символ беспристрастия, что вызвало многочисленные критические публикации в прессе. Суммарные расходы федерального бюджета на строительство и реконструкцию комплекса зданий Верховного Суда РФ составили около 110 млн долларов.

#### Сквер Бунина (вл. 17—19)
В конце XVIII века на этом месте стояла большая усадьба капитана Фёдора Ржевского, по фамилии которого, по одной из версий, был назван Большой Ржевский переулок. Позднее пространство между Большим Ржевским и Борисоглебским переулками занимали два особняка середины XIX века, один из которых до октябрьской революции принадлежал потомственной почётной дворянке В. И. Дубровиной, другой — Е. М. Эрихсон. Здесь же находилась мастерская известного московского архитектора А. Э. Эрихсона. Здания были снесены в 1960-е — 1970-е годы и на их месте был образован сквер, ставший излюбленным местом отдыха жителей района. В 1987 году было принято решение о строительстве по периметру обоих домовладений восьмиэтажного жилого дома для дипломатов посольства Турции. К площадке были подведены коммуникации, завезены стройматериалы, началась вырубка деревьев. Однако жители района вышли на защиту сквера, в результате чего строительство было прекращено. Среди деревьев сквера был сохранён вяз, возраст которого, по некоторым оценкам, составляет более 200 лет. В 1987 году вяз-долгожитель был объявлен памятником природы.
22 октября 2007 года в сквере был установлен памятник И. А. Бунину, сооружённый скульптором А. Н. Бургановым и архитектором В. В. Пасенко.
В 2010 году во время аномальной летней жары вяз-долгожитель засох. Существует мнение, что памятник природы погиб вследствие отсутствия за ним надлежащего ухода со стороны городских властей. В феврале 2013 года вяз спилили при молчаливом согласии властей.
Летом 2016 года скверу решением правительства Москвы было официально присвоено имя Бунина.
- Памятник И. А. Бунину
- Вяз-долгожитель
- Информационная доска у вяза-долгожителя
- Пень вяза-долгожителя в 2015 году

#### Особняк А. И. Носенкова (В. А. Балина) (№ 21/17)
В конце XVII века владение на углу с Борисоглебским переулком принадлежало стольнику В. П. Кругликову. От него дом перешёл В. А. Карамышеву, а затем А. А. Карамышеву. Позднее здесь появились четыре деревянных строения, и в 1722 году все их скупил гофмаршал при цесаревне Елизавете Петровне А. А. Носов. Более ста лет — с 1763 по 1882 год усадьба принадлежала семейству Даниловых и их отпрыскам. В 1807 году у владельца усадьбы статского советника М. М. Данилова снял дом отец поэта С. Л. Пушкин. Как говорилось в подписанном Пушкиным условии, дом был снят «со всеми к нему принадлежностями, как-то господския покои с разной мебелью и два людския флигели с кухнею и погребом и над ним хлебенным амбаром, каретным сараем и под хоромами для вин выходом». В доме Пушкиных бывали Н. М. Карамзин, П. А. Вяземский, К. Н. Батюшков.
В 1887 году усадьбу приобрёл московский купец первой гильдии А. И. Носенков, который снёс все строения владения и в том же году по проекту А. С. Каминского (в те годы — старшего архитектора Московского купеческого общества) построил современный каменный особняк. Угловой двухэтажный дом имеет типичную для эклектики объёмно-пространственную композицию и типичный для своего времени декор. В собственности купца Носенкова особняк оставался до 1893 года. В 1908—1915 годах к зданию были осуществлены пристройки по проекту архитекторов Н. Г. Зеленина и В. А. Веснина (по Борисоглебскому переулку). Последним владельцем здания перед октябрьской революцией являлся потомственный почётный гражданин Василий Асигкритович Балин, директор товарищества «Мануфактура А. Я. Балина».
В первые годы советской власти особняк был отдан под коммунальное жильё. В 1920-е годы в здании размещалась польская дипломатическая миссия. В 1936 году на основании соглашения между правительствами Венгерского королевства и СССР здание перешло в собственность Венгрии. Сначала здесь находилось посольство Венгерского королевства, а с 1948 года — посольство Венгерской Народной Республики. После переезда в 1967 году посольства ВНР в новое здание на Мосфильмовской улице особняк занимали представительства Министерства экономики Венгрии и различных венгерских фирм.
С 1 июля 1999 года в здании размещается Венгерский культурный, научный и информационный центр, патронируемый Институтом Балинта Балашши — центральным учреждением культурной дипломатии Венгрии. Здесь проходят концерты, литературные вечера, научные конференции, демонстрируются венгерские фильмы, работает библиотека и курсы венгерского языка. В здании также работает представительство венгерской авиакомпании Malév. В 2009 году городская усадьба А. И. Носенкова — В. А. Балина принята под государственную охрану в качестве объекта культурного наследия регионального значения.

#### Жилой дом (№ 23)
Дом построен в 1823 году и изначально был двухэтажным. В 1891 году здание было перестроено по проекту архитектора В. В. Баркова, а в 1931 году надстроено двумя этажами. По мнению исследователя Москвы Ю. А. Федосюка, особняк построен на средства разбогатевшего купца из крестьян, который переехал сюда с Рогожской слободы или из Замоскворечья.
Жилой дом является заявленным объектом культурного наследия.
|                  |
| Жилой дом (№ 23) |

Во дворе находится жилой дом № 23-а.
| Жилой дом №23-а    |
| Жилой дом (№ 23-а) |

#### ВНИИ МВД России (№ 25)
Лишённое внешнего декора пятиэтажное здание в конструктивистском стиле построено в годы первой пятилетки. В довоенное время дом являлся жилым, а на первом этаже размещался детский сад. В настоящее время здесь размещается Федеральное государственное казённое учреждение «Всероссийский научно-исследовательский институт Министерства внутренних дел Российской Федерации». ВНИИ МВД России осуществляет проведение научных исследований проблем оперативно-розыскной, уголовно-правовой, уголовно-процессуальной, административно-правовой, криминологической деятельности органов внутренних дел, координацию научной (научно-исследовательской) деятельности в органах внутренних дел. В 1990-е годы ВНИИ МВД России возглавлял генерал-лейтенант милиции А. И. Гуров.
|                        |
| ВНИИ МВД России (№ 25) |

#### Усадьба Гагариных (№ 25а)
Главный дом усадьбы построен в стиле ампир в 1820—1823 годах по проекту архитектора Д. И. Жилярди по заказу директора императорских театров, коннозаводчика князя С. С. Гагарина, который приобрёл владение на Поварской около 1818 года. При сооружении необычно крупного для того времени главного дома в него было включено стоявшее здесь более раннее строение. Долгое время авторство здания приписывалось другому архитектору — О. И. Бове, и лишь в 1975 году, когда проводилась первая научная реставрация усадьбы, было установлено авторство Д. И. Жилярди. В отличие от большинства ампирных домов той эпохи, фасад здания оформлен не колоннадой, а тремя арочными нишами на уровне второго этажа, обрамлёнными колоннами дорического ордера. Верхние части ниш богато декорированы, под центральным фронтоном здания проходит обильно декорированный фриз. Помимо заказных скульптурных и лепных украшений, в отделке фасада использованы типовые декоративные изделия. Так, замки оконных проёмов первого этажа здания украшают маскароны в виде львиных голов (скульптор Г. Т. Замараев), которые также использованы в отделке редакторского корпуса Университетской типографии на Страстном бульваре и ряда других зданий. Перед домом расположен парадный двор, огороженный со стороны улицы оградой с лёгкой металлической решёткой. Парадная часть дома Гагарина находится на втором этаже здания и включает в себя аванзал, большой танцевальный зал, анфиладу открытых гостиных, каминный зал, парадный кабинет и ряд других помещений. Парадные комнаты оформлены колоннами дорического, коринфского и ионического ордеров, скульптурными композициями и богатыми лепными орнаментами. В оформлении усадебного дома были использованы работы скульпторов И. П. Витали и С. П. Кампиони.
Заказчик был страстно увлечён постройкой здания, вкладывал в него большие средства и энергию. Однако денежные затруднения вынудили С. С. Гагарина продать усадьбу ещё до завершения отделочных работ. После князя Гагарина владение перешло богатому пензенскому конезаводчику и меценату Охотникову, который в 1840-х годах подарил усадьбу Управлению Московского государственного конезаводства. Конезаводство размещалось здесь более 40 лет, устраивало в усадьбе выставки по продаже лошадей. В доме также находились ведомственные квартиры служащих. В 1875 году в одной из квартир на нижнем этаже поселился заведующий Московским отделением конезаводства генерал-майор Л. Н. Гартунг с супругой — старшей дочерью А. С. Пушкина Марией Александровной. Репродукция портрета М. А. Гартунг украшает в настоящее время парадный каминный зал здания.
После октябрьской революции здесь в разное время размещались военные курсы, конная база Совнаркома, отделение Института красной профессуры. С конца 1920-х годов в здании работала Международная ленинская школа, в которой проходили обучение коммунисты из разных стран. Позднее в усадьбе размещалось Кавалерийское училище имени Будённого, где учился актёр Владимир Зельдин, а также подростками посещали занятия (не будучи курсантами) Василий Сталин, сыновья Микояна. С 1937 года в здании бывшей усадьбы Гагариных размещается Литературный музей А. М. Горького; в левой части здания — Институт мировой литературы имени А. М. Горького АН CCCP (ИМЛИ). В 1956 году перед центральным входом в главный дом усадьбы установлен памятник писателю А. М. Горькому работы скульптора В. И. Мухиной и архитектора А. А. Заварзина.
В главном доме усадьбы сохранились отделка интерьеров (столярные и скобяные изделия, росписи, лепнина, камин) и отличавшаяся оригинальностью для времени постройки здания планировка. В глубине участка сохранился одноэтажный крытый конный манеж, также построенный по проекту Д. И. Жилярди. Главный дом усадьбы, здание манежа и ограда с двумя воротами являются объектами культурного наследия федерального значения; памятник А. М. Горькому — объектом культурного наследия регионального значения.

#### Дом Л. Орловой (Титовская школа Московского благотворительного общества) (№ 27)
Современный двухэтажный дом, занимающий всю красную линию владения, состоит из двух разновременных построек: левая половина, включающая флигель 1808 года, сооружена в 1818 году (по другим данным — в 1813 году); правая, более широкая часть, построена также после пожара 1812 года — до 1833 года. Здание, представляющее собой образец типичной застройки послепожарной Москвы, имеет классический фасад с остатками ампирной декорации, горизонтальная протяжённость которого подчёркнута рустовкой нижнего этажа. Центральный ризалит выделен проездной аркой, что является редким примером для архитектуры классицизма конца XVIII — начала XIX веков (в настоящее время на месте арки устроен главный вход в здание). Ризалит оформлен тремя арочными окнами, лепным фризом и фронтоном с лепниной в тимпане. Первоначально боковые крылья здания были акцентированы малыми ризалитами с ажурными чугунными балконами, но до настоящего времени они не сохранились. В первой трети XIX века владение принадлежало графу Н. А. Шереметеву (в некоторых источниках здание упоминается по имени графа — «дом Шереметевых»). При разных хозяевах дом являлся доходным и постоянно сдавался внаём разным жильцам.
Несколько событий в истории дома связаны с жизнью и творчеством А. С. Пушкина. В 1826 году здесь жил лицейский товарищ поэта камер-юнкер А. П. Бакунин. С 1828 года половину дома — три комнаты на нижнем этаже и семь комнат на втором — снимал полковник в отставке С. Д. Киселёв. В одной из комнат второго этажа в декабре 1828 года А. С. Пушкин в присутствии С. Д. Киселёва, П. А. Вяземского, Ф. И. Толстого («Американца») и А. А. Башилова впервые читал поэму «Полтава». В память об этом событии на фасадной стене у центрального входа в здание установлена мемориальная доска. В 1827—1831 годах в доме жил другой знакомый Пушкина — И. А. Лобанов-Ростовский. Перед октябрьской революцией в здании размещалась Титовская школа «Московского благотворительного общества 1827 года». При школе действовало открытое на пожертвования ремесленное отделение имени В. П. Рукавишникова.
В настоящее время здание занимает Русско-германский торговый банк, который на собственные средства выполнил реставрацию памятника архитектуры. Здание является объектом культурного наследия федерального значения.

#### Доходный дом А. Ф. Таланова (№ 29/36)
В стоявшем на этом месте здании в 1880-е — 1890-е годы жили учёные: селекционер И. Н. Шатилов, физик А. П. Соколов, экономист и статистик А. И. Чупров, филолог и искусствовед Ф. И. Буслаев. У жившего здесь ученика Ф. Листа — профессора Московской консерватории К. Клиндворта часто бывал в конце 1880-х годов композитор А. П. Бородин.
Современное угловое пятиэтажное здание, выходящее фасадом на Поварскую улицу и Трубниковский переулок, построено в 1912 году для А. Ф. Таланова по проекту архитектора Л. В. Стеженского. Верхние четыре этажа здания гладко оштукатурены, нижний этаж выделен более тёмной штукатуркой и продольной рустовкой. В 1915 году в доме размещалось Общество грузин в Москве, которое в годы первой мировой войны развернуло здесь лазарет для раненых. После октябрьской революции большие квартиры доходного дома были отданы под коммунальное жильё. Комнату в одной из коммунальных квартир занимала в 1920-е годы чета князей Гагариных, которым до революции принадлежала вся квартира. С начала 1920-х годов в здании находится почтово-телеграфное отделение № 69, продолжающее работать под тем же номером до настоящего времени. Интерьеры почтового отделения были созданы по проекту учеников академика архитектуры И. В. Жолтовского. В 1957 году в бывшей кладовке одной из коммуналок жил с семьёй художник И. С. Глазунов, оставивший об этом свои воспоминания. В 1950-х годах в доме жила актриса Нонна Мордюкова. Также в доме жил советский учёный и государственный деятель В. С. Емельянов.
На первом этаже здания размещается фирменный магазин кондитерской фабрики «Красный Октябрь» и другие торговые предприятия.

#### Жилой дом (№ 31/31)
Двухэтажный приземистый жилой дом со скруглённым углом по Трубниковскому переулку построен по проекту архитектора А. А. Авдеева. Когда в первой трети XIX века дом принадлежал А. С. Небольсиной, писатель С. Н. Глинка говорил о нём как о первом гостеприимном доме Москвы. Другой писатель, С. П. Жихарев, вспоминал о дне рождения Небольсиной, когда вся Поварская «запружена была экипажами, которые по обеим сторонам улицы тянулись до самых Арбатских ворот. Кажется, весь город втиснут был в гостиные А. С.».
В 1850—1880 годах домом владел известный общественный деятель и публицист, издатель журналов «Русская беседа» и «Сельское благоустройство», богатый откупщик А. И. Кошелёв. В находившемся здесь общественно-литературном салоне Кошелёва в 1850-е годы часто встречались писатели-славянофилы, бывали Н. В. Гоголь, П. Я. Чаадаев, И. С. Аксаков и его сестра В. С. Аксакова. Предположительно, личность хозяина дома послужила Н. В. Гоголю прототипом «добродетельного откупщика» Костанжогло во втором томе романа «Мёртвые души». 25 марта 1858 года в доме Кошелёва встретились поэт Т. Г. Шевченко и вернувшийся из ссылки декабрист, князь С. Г. Волконский. Кошелёв жил и работал в этом доме вплоть до своей смерти в 1883 году. В начале XX века дом принадлежал Д. А. Беклемишевой (дочери А. И. Кошелёва), у которой бывала С. А. Толстая.
В советское время многие годы в здании размещался Научно-исследовательский институт художественной промышленности, занимавшийся изучением народных промыслов. В стенах здания институт организовывал торговлю кустарными изделиями и объектами собственных изысканий. В 1998 году Постановлением Правительства РФ здание передано Федеральному центру содействия промышленному развитию (ранее «Государственный фонд конверсии») и Межведомственному аналитическому центру. Дом имеет один и тот же номер — 31 по Поварской улице и по Трубниковскому переулку.
В доме жили Авраамий Завенягин (памятная доска) и Андраник Петросьянц (памятная доска открыта 20 августа 2020).

#### Центральный дом каторги и ссылки (Театр киноактёра) (№ 33)
Клуб Общества политкаторжан и ссыльнопоселенцев был построен в стиле конструктивизма в 1931—1935 годах по проекту архитекторов В. А. Веснина и А. А. Веснина. Руководство строительством осуществлял архитектор А. М. Вигдорчик. Объёмно-пространственная композиция здания асимметрична, её динамика достигается за счёт нарастающих геометрически чётких объёмов.
Дом каторги и ссылки был сооружён в бывших владениях церкви Рождества Христова в Кудрине (на месте церкви сооружена задняя часть здания). Деревянная церковь возникла на этом месте не позже 1686 года, но, по некоторым данным, она существовала здесь уже в 1642 году. Церковь была построена для местной стрелецкой слободы и именовалась «Церковь Рождества Христова, что в Стрелецкой слободе в Иванове приказе Ендогурова», при церкви существовала съезжая стрелецкая изба. В 1692—1693 годах церковь была построена в камне в виде пятиглавого храма с увенчанной шатровой колокольней трапезной. В 1717 году храм обновлялся, позднее в нём появились приделы Казанской Божией Матери (1722) и Тихвинской Божией Матери (1757). В 1812 году храм был разорён и приписан к Покровской церкви в Кудрине, однако уже в 1815 году церковь Рождества Христова получила самостоятельность. В 1883 году в храме отпевали славянофила А. И. Кошелёва, жившего и скончавшегося в соседнем доме по Поварской. После октябрьской революции храм ещё некоторое время действовал. В конце июня 1918 года здесь отпевали трагически погибшего актёра М. В. Дальского. Судя по количеству изъятых из здания в 1920-е годы ценностей, церковь Рождества Христова была богаче стоявшей ближе к началу улицы Ржевской церкви. Храм Рождества Христова в Кудрине был разрушен в 1931 году.
Сразу после постройки Дома каторги и ссылки в журнале «Строительство Москвы» появилась критическая статья, автор которой упрекал архитекторов Весниных в «омертвелости голых плоскостей», ослаблении монументальности композиции, отсутствии у Дома политкаторжан «собственного лица», а стенгазета политкаторжан «Три централа» посвятила новому зданию строки «Поди ж ты — строили дворец — А вышел колумбарий свайный». Архитекторы Веснины предполагали оформить фасадную стену нависающего над входом объёма малого зала цветной штукатуркой, на которой будут прорезаны графические контуры. Существовали также проекты оформления стены барельефом, различные эскизные варианты которого были разработаны скульпторами Н. А. Конгиссером, И. М. Бирюковым и другими. Но ни те, ни другие планы декорирования стены осуществлены не были.
Кроме клубного помещения, в здании предполагалось разместить Музей каторги и ссылки с экспозицией казематов Петропавловской крепости, Шлиссельбурга и других тюрем. Однако этим планам не суждено было сбыться: 25 июня 1935 года Президиум ЦИК СССР принял постановление о ликвидации Общества бывших политкаторжан и ссыльнопоселенцев. Здание занял Государственный Новый театр. C 1936 года в здании работал кинотеатр «Первый». В 1945 году здание занял образованный в 1943 году Государственный театр киноактёра. Директором театра был назначен Г. В. Александров, художественным руководителем С. И. Юткевич. Первый театральный сезон на сцене бывшего Дома политкаторжан открылся в 1946 году спектаклем по пьесе М. А. Светлова «Бранденбургские ворота», поставленным Б. А. Бабочкиным. В 1957 году театр был ликвидирован, а здание на Поварской передано Дому кино. 31 октября 1958 года в Доме кино состоялось общее собрание московских писателей, на котором из Союза писателей СССР был исключён поэт Б. Л. Пастернак. Воссозданный Театр-студия киноактёра вернулся в своё здание в 1969 году. В разное время в труппе театра состояли М. Бернес, С. Бондарчук, Э. Гарин, Я. Жеймо, Г. Вицин, Н. Крючков, М. Ладынина, И. Смоктуновский и многие другие артисты. Некоторое время в конце 1990-х годов в здании работал театр-кабаре Григория Гурвича «Летучая мышь». Здание театра является объектом культурного наследия регионального значения.

#### Жилой дом (№ 35/28)
Ранее на этом месте стоял дом, в котором в ноябре 1834 года у владелицы Н. Н. Перской в течение года снимал квартиру студент университета Н. П. Огарёв. Перед октябрьской революцией в доме размещался Московский попечительский комитет Императорского человеколюбивого общества — крупнейшей благотворительной организации России XIX — начала XX веков.
В 1950 году на углу Новинского бульвара на месте снесённых в 1940-е годы зданий по проекту архитекторов Н. А. Хохрякова и М. Н. Курочкина был построен современный шестиэтажный жилой дом для работников Гидрометеослужбы. Характерной особенностью углового здания являются четыре группы консольно нависающих над вторым этажом эркеров. В третьем этаже фасада расположены небольшие декорированные лепниной балконы. Два верхних этажа здания оформлены пилястрами, в промежутках между которыми находятся оконные проёмы с небольшими треугольными фронтонами.
В доме жили: геофизик, академик АН СССР В. В. Шулейкин, кинорежиссёр, народный артист СССР Всеволод Пудовкин, актёр и режиссёр Владимир Грамматиков. Долгое время в доме жил также писатель Сергей Михалков, которого в день его 90-летнего юбилея в 2003 году посещал здесь В. В. Путин. Здесь же в юношеские годы жили дети Михалкова — Андрей и Никита, ставшие впоследствии известными кинорежиссёрами.
В настоящее время дом является жилым, на первом этаже здания со стороны Новинского бульвара размещается Управление Судебного департамента при Верховном суде Российской Федерации в Москве. С 1997 года в доме работает бутик модной одежды «Leform».

### По чётной стороне
После сноса в 1960-х годах части домов в связи с прокладкой проспекта Калинина, в настоящее время чётная сторона Поварской улицы начинается домом № 8.
В несохранившемся доме № 2 родители А. С. Пушкина в детские годы поэта снимали квартиру. В 1910-е годы на этом месте по проекту архитектора С. Ф. Кулагина был построен доходный дом, в котором в конце 1920-х годов находилась Центральная библиотека.
На углу Мерзляковского переулка стоял дом с ротондой, на высоком первом этаже которого работала известная Старо-Арбатская аптека. Содержатель партикулярной аптеки Н. Д. Кондиков построил здание в 1757 году, в XIX веке оно слилось с более поздними постройками, в результате чего образовался высокий пятиэтажный дом. В ротонде, а также на втором и третьем этажах здания находился Немчиновский театр вместимостью 300 зрителей, получивший своё название по имени домовладельца, статского советника М. А. Немчинова. После того как владение перешло братьям Гирш, в 1899 году здание было значительно перестроено, как писал современник, «не без некоторой роскоши». В конце XIX века в доме Гирш жил издатель и редактор газеты «Русские ведомости» В. М. Соболевский, состоявший в переписке с А. П. Чеховым. Весной 1905 года здание было снято К. С. Станиславским для спектаклей организованной им совместно с В. Э. Мейерхольдом экспериментальной студии Художественного театра. Заведовать музыкальной частью студии был приглашён композитор И. А. Сац, художественной частью — Н. Н. Сапунов и С. Ю. Судейкин, которые также приняли участие в оформлении интерьеров здания. В театральную труппу были набраны актёры из театров Москвы и Петербурга, среди которых были И. Н. Певцов, В. А. Подгорный, В. В. Максимов и другие. Студия просуществовала недолго и была закрыта уже к осени 1905 года.
21 ноября 1905 года в этом доме состоялось первое заседание Московского Совета рабочих депутатов, на котором присутствовало 170 депутатов от 80 тысяч рабочих. После революции 1917 года в здании разместилось отделение итальянского Общества Данте Алигьери, в котором в свой последний приезд в Москву в мае 1920 года читал стихи Александр Блок. Некоторое время здесь также размещались общежитие Московского университета и Высшие женские курсы. В 1960-е годы угловая часть здания была снесена, однако в Мерзляковском переулке сохранилась значительно перестроенная часть дома, в котором помещалась театральная сцена. По состоянию на конец июня 2010 года сохранившаяся часть строения находится в неудовлетворительном техническом состоянии.

#### Доходный дом (№ 8)
Доходный дом построен в 1893 году архитектором Н. Д. Струковым по красной линии Поварской улицы вплотную к зданию с угловой ротондой. В начале 1890-х годов в доме собиралось Общество искусства и литературы, основанное Ф. П. Комиссаржевским и К. С. Станиславским. В 1900-е годы одну из квартир дома снимал пианист К. Н. Игумнов. С середины 1919 года по осень 1921 года в доме жил композитор Н. Я. Мясковский. В конце 1920-х годов в здании размещался Губернский музей Московского отдела народного образования (МОНО). 22 июля 1941 года здание сильно пострадало от попадания бомбы.
В 2003 году было издано Распоряжение Правительства Москвы о реконструкции доходного дома и примыкающего к нему здания (№ 10) под нежилые цели. В конце 2004 года в здании, которое продолжало оставаться жилым, произошёл сильный пожар, результатом которого стало принятие решения о расселении дома.

#### Доходный дом Бобринских (№ 10)
Шестиэтажный доходный дом Бобринских построен на месте снесённых строений в 1910 году архитектором О. Г. Пиотровичем. Плоскостной фасад здания в стиле модерн сочетает облицовку кремовой керамической плиткой и характерный для манеры О. Г. Пиотровича декор цвета болотной воды. Среди типового оформления фасада выделяются натуралистические изображения мужских голов в замковых камнях над окнами первого этажа здания. Во второй половине 1910-х годов дом принадлежал графине В. А. Бобринской. В 1920-е годы в доме жили академик К. И. Скрябин, народный артист СССР театральный режиссёр А. Д. Попов вместе с сыном Андреем, географ Н. Н. Баранский. В 1992 году Распоряжением Правительства РФ здание было передано Международному сообществу писательских союзов и Содружеству союзов писателей.
В настоящее время в реконструированном здании размещается бизнес-центр «Поварская Плаза».

#### Средняя школа № 91 (№ 14)
Пятиэтажное блочное здание, построенное в 1955 году по типовому проекту Т-2, занимает Средняя общеобразовательная экспериментальная школа № 91 Российской академии образования. Школа № 91 была образована на базе 5-й Московской гимназии, находившейся в несохранившемся доме № 3 на пересечении улиц Поварской и Большой Молчановки. Среди известных выпускников школы — математик М. Л. Концевич и программист, изобретатель игры «Тетрис» А. Л. Пажитнов. В школе существует экстернат и классы с углублённым изучением математики. Школа № 91 является экспериментальной площадкой Российской академии образования и МАРО «Подростковая школа в образовательной системе Д. Б. Эльконина — В. В. Давыдова».
Ранее на месте школьного здания проходил Чашников переулок, соединявший Поварскую улицу и Хлебный переулок, а на месте парадного школьного двора по красной линии Поварской стояло три одно-двухэтажных деревянных особняка, ансамбли которых сложились после пожара 1812 года. Особняком под номером 14 владел купец и меценат Сергей Морозов, брат Саввы Морозова. После Морозова вплоть до 1917 года дом принадлежал Д. П. Рябушинскому — представителю богатого купеческого рода, основателю первого в мире Аэродинамического института. Одноэтажный оштукатуренный деревянный дом с мезонином № 16 принадлежал некогда дочери полководца А. В. Суворова Н. А. Зубовой («Суворочке»), а вплоть до октябрьской революции — наследникам Зубовых. Дом стоял на углу Чашникова переулка, весь его занимая своим боковым флигельным фасадом. Возле дома находилось обширное дворовое пространство с деревьями. В 1891 году в доме Зубова родился поэт Владимир Петрушевский.
К середине XX века в обветшавших зданиях находились коммунальные квартиры. Чашников переулок и историческая застройка Поварской улицы во владениях 12—16 были снесены в 1950-е годы.

#### Доходный дом графа К. А. Хрептович-Бутенёва (№ 18)
Семиэтажный доходный дом построен в 1902 году по проекту архитектора Н. С. Курдюкова. Здание гладко оштукатурено, оформлено двумя эркерами по бокам узкого фасада и немногочисленными деталями лепного декора между окнами второго и третьего этажей. Доходный дом Хрептович-Бутенёва — первая по времени постройка Н. С. Курдюкова.
28 декабря 1911 года в арендованной восьмикомнатной квартире доходного дома разместился первый в Москве музей писателя Л. Н. Толстого, хранителем которого стал публицист и биограф Л. Н. Толстого П. И. Бирюков, а после его отъезда за границу — последователь и бывший секретарь писателя В. Ф. Булгаков. В октябре 1918 года Наркомпросом были выданы Охранные грамоты на музей, что позволило защитить наследие Толстого от революционного экстремизма. Толстовский музей находился в этом здании вплоть до 1920 года, когда под его размещение были переданы особняк на Пречистенке и бывшая усадьба Л. Н. Толстого в Хамовниках.
В 1917 году в одной из квартир дома жил его владелец граф К. А. Хрептович-Бутенёв — член правления Императорского общества для содействия русскому торговому мореходству, автор книги об адмирале С. О. Макарове. В это же время в части здания размещалась Центральная библиотека по народному образованию. Позднее в доме жила артистка Ляля Чёрная. В детские годы в доме часто бывал писатель С. М. Голицын, оставивший об этом свои воспоминания. В 1920-е годы в квартире сестры и её мужа, комкора И. С. Кутякова, жила адвокат С. В. Каллистратова, ставшая впоследствии известной своими правозащитными документами и выступлениями на политических процессах над советскими диссидентами. С начала 1990-х годов часть дома занимало общежитие актёров располагавшегося в соседнем доме театра «Школа драматического искусства».
В настоящее время[когда?] дом является жилым.

#### Доходный дом И. С. Кальмеера (№ 20)
Доходный дом построен в 1914 году для известного адвоката и общественного деятеля И. С. Кальмеера по проекту одного из самых ярких и своеобразных мастеров московского зодчества начала XX века В. Е. Дубовского. В проектировании дома принимал участие также архитектор Н. А. Архипов. Фасад здания сочетает два масштаба декора: первые два этажа оформлены мощным рустом с полуколоннами, поддерживающими крупный антаблемент, которому масштабно соответствует скульптурный фриз над окнами шестого этажа. Декором более мелкого масштаба оформлен карниз двухколонного портика-лоджии, увенчанный полукруглой нишей-раковиной на уровне шестого этажа, а также его обрамление полихромными керамическими панно, стилизующими гротески итальянского Ренессанса. Роспись потолков и интерьеров здания осуществил художник И. И. Нивинский, много работавший в конце 1900-х—1910-х годах на объектах В. Е. Дубовского в качестве художника-декоратора. Заказчик здания задумал его как «дом Искусства», во внутреннем оформлении которого переплетались многие художественные стили, начиная с Египта и Древней Греции.
В советское время просторные квартиры доходного дома были поделены на коммуналки, а в полуподвале здания разместились мастерские Театра имени Моссовета. В 1986 году в том же полуподвале открылся организованный Анатолием Васильевым театр «Школа драматического искусства», который впоследствии расширил свои площади за счёт нескольких квартир дома. Театр Васильева находился здесь вплоть до его переезда в 2001 году в новое здание на Сретенке. На Поварской некоторое время продолжала работать одна из студий «Школы», однако в соответствии с Распоряжением Правительства Москвы в 2005 году театр был реорганизован и в его бывших помещениях разместилась Дирекция «Открытая сцена».
На мансардном этаже дома долгое время жили поэтесса Белла Ахмадулина и её муж, театральный художник Борис Мессерер, здесь же до настоящего времени находится мастерская Б. Мессерера. У супругов часто бывали Василий Аксёнов, Владимир Высоцкий и Марина Влади, Венедикт Ерофеев, Фазиль Искандер и другие деятели культуры. Во время этих встреч на мансарде Ахмадулиной и Мессерера возникла идея самиздатовского альманаха «Метрополь». Этому дому Белла Ахмадулина посвятила строки:
Был дом на Поварской

(теперь зовут иначе)… День-деньской,

ночь напролёт я влюблена была —

в кого? во что?

В тот дом на Поварской…
В 1994 году вышла книга Б. Мессерера, посвящённая мастерской в доме на Поварской, в которой собраны фотографии уникальных интерьеров чердака-мастерской, людей её посещавших, а также живопись, графика, театральные декорации и инсталляции Мессерера, созданные в этом здании. В одной из комнат большой коммунальной квартиры около 13 лет жил и провёл свои последние дни актёр Александр Кайдановский. Комната Кайдановского стала «павильоном» для съёмок его режиссёрского дебюта — фильма «Сад».
В настоящее время стоимость квадратного метра жилья в бывшем доме Кальмеера — одна из самых высоких в Москве, при этом площадь квартир составляет от 237 до 318 квадратных метров.
В 1990-х годах в доме проживал Борис Березовский.

#### Доходный дом графини А. А. Милорадович (№ 22)
Доходный дом построен в 1912 году графиней А. А. Милорадович  по проекту одного из крупнейших русских зодчих конца XIX — начала XX веков Р. И. Клейна. До сегодняшнего дня доходный дом украшает выполненный в технике горельефа герб графов Милорадовичей, расположенный во втором этаже над входом в здание. Кроме герба, фасад декорирован небольшими скульптурными изображениями овечьих голов под окнами второго этажа, а также рустовкой первых двух этажей и углов здания. Изначально дом состоял из четырёх этажей, позднее был надстроен ещё двумя этажами.
После октябрьской революции квартиры жильцов доходного дома были национализированы, одна из владелиц здания А. А. Милорадович, пережив расстрел трёх сыновей, эмигрировала за границу.
Известность дому составила  позднесоветская Китти Мещерская, описавшая в своих воспоминаниях его историю. Фактическая точность ее воспоминаний находится под большим вопросом. Она сообщает, что дом был построен графиней Милорадович на паях на паях с ее матерью, вдовствующей княгиней Е. П. Мещерской, что  до революции их семья жила в этом же доме с родителями в квартире № 5. По ее словам, их имущество состоявшее в том числе из коллекции картин князей Мещерских, было изъято ВЧК в 1918 году. Среди конфискованных картин якобы было тондо «Мадонна с младенцем», которое, как предполагается, принадлежало кисти Боттичелли (ныне в ГМИИ). Сообщается, что в 1920-е годы в бывшей квартире Мещерских находился пункт приёма посылок и передач для заключённых северных колоний ВЧК. После смерти Мещерской в 1990-х в ее квартире был устроен частный музей писательницы.
В советское время в доме жили: один из авторов плана ГОЭЛРО академик Г. О. Графтио; оперная певица, народная артистка СССР Е. К. Катульская; в бывшей «дворницкой» жила До вхождения в состав СССР в 1944 году Тувинской народной республики в здании размещалось её представительство.
В настоящее время дом является жилым, квартиры в нём — одни из самых дорогих на рынке столичной недвижимости.

#### Особняк М. С. Саарбекова (№ 24)
Ранее на этом месте стоял небольшой дом капитанской дочери В. М. Лаухиной, который c 1828 года снимала Е. А. Арсеньева — бабушка М. Ю. Лермонтова. Арсеньева жила здесь вместе со своим 14-летним внуком и его товарищем по Тарханам Давыдовым. Здесь Лермонтов написал первую поэму «Индианка» и начал издавать рукописный журнал «Утренняя Заря». После того как к проживающим в доме присоединился П. П. Шан-Гирей с сыном Акимом, дом стал тесен, и Арсеньева переехала в соседний особняк № 26.
Современное здание построено в 1899—1900 годах на месте снесённого дома Лаухиной по заказу купца первой гильдии, почётного гражданина Моисея Саарбекова. Первоначально в Городскую управу на утверждение был подан проект особняка, подписанный архитектором С. С. Шуцманом. Однако строительство здания было осуществлено по другому проекту, авторство которого принадлежит архитектору Л. Н. Кекушеву, при участии С. С. Шуцмана. Особняк Саарбекова — второе по времени постройки здание в стиле модерн в Москве. Фасад здания, «зажатый» с двух сторон высокими соседними домами, практически лишён декора, оформлен светло-кремовой керамической плиткой, хорошо прорисованными арками окон и левого входа и значительным выносом металлической кровли. В 1905 году архитектор В. А. Властов заменил ряд деревянных деталей железными, оформил интерьеры и построил со стороны двора одноэтажные службы; в 1915 году службы были надстроены вторым этажом по проекту архитектора С. А. Власьева. Первоначально левый вход в здание представлял собой асимметричную композицию из двух окон и дверного проёма, разделённых широкими каменными перемычками, однако в конце 1930-х (?) годов её сменила симметричная деревянная входная группа. Оригинальные металлические решётки парадной лестницы, деревянная отделка дверей и вестибюля и другие элементы первоначальной отделки интерьеров особняка сохранились до наших дней.
С 1920 по 1940 годы в бывшем особняке Саарбекова размещалось посольство Литвы. Чрезвычайным и полномочным послом Литвы в СССР с 1922 по 1939 годы являлся поэт-символист Юргис Балтрушайтис, который жил и работал в этом доме. Позднее в здании работало представительство Литовской ССР. Во время Великой Отечественной войны в доме жил литовский писатель А. Т. Венцлова, оставивший об этом свои воспоминания.
В настоящее время в здании размещается Культурный центр посольства Литвы «Дом Юргиса Балтрушайтиса». Здесь проходят литературные вечера, конференции, выставки художников и фотомастеров, выступают музыкальные коллективы. Каждую последнюю декаду мая в здании проходит конференция, посвящённая Юргису Балтрушайтису и Серебряному веку. В особняке расположены также Информационный центр по туризму Литвы в России и представительства некоторых литовских фирм. В начале 1990-х годов в здании работала литовская школа, позднее получившая № 1247 и название «Шальтинелис» — «Родничок». В доме находится кабинет атташе по культуре посольства Литвы актёра Ю. С. Будрайтиса. В память о Ю. К. Балтрушайтисе на фасаде здания установлена мемориальная доска. В 2009 году особняк М. С. Саарбекова принят под государственную охрану в качестве объекта культурного наследия регионального значения.

#### Доходный дом И. С. Баскакова (№ 26)
На этом месте в XIX веке стоял деревянный дом вдовы майора Е. Я. Костомаровой, в котором с 1829 года по весну 1830 года жил М. Ю. Лермонтов вместе со своей бабушкой Е. А. Арсеньевой. К этому времени относятся ранние произведения Лермонтова — первый очерк «Демона» и стихотворение «Монолог», предвещающее «Думу».
Современный шестиэтажный доходный дом сооружён в 1914 году архитектором О. Г. Пиотровичем. Массивное серое здание построено в неоклассическом стиле, пластическая композиция фасада оформлена немногочисленными деталями лепного декора, стилизованными под московский классицизм. Вход в здание выделен полукруглым эркером.
Дом Баскакова на Поварской — последний адрес писателя И. А. Бунина до эмиграции. В квартире на первом этаже, принадлежавшей родителям его жены В. Н. Муромцевой, Бунин жил и работал с 26 октября 1917 года по 21 мая 1918 года. Отсюда писатель уехал сначала в Одессу, затем в Константинополь и Париж. В память о писателе в 1993 году на стене дома установлена мемориальная доска (скульптор Г. И. Правоторов, художник-архитектор С. И. Смирнов). В 2007 году в сквере недалеко от этого дома был установлен памятник И. А. Бунину. В 1920-е годы в доме жил писатель Борис Пильняк.
В 2004 году доходный дом И. С. Баскакова принят под государственную охрану в качестве выявленного объекта культурного наследия. В настоящее время дом является жилым.
В рамках гражданской инициативы «Последний адрес» на доме установлены мемориальные знаки с именами адвоката Льва Николаевича Евзерихина и служащего Петра Константиновича Удольского, расстрелянных органами НКВД в годы сталинских репрессий. В базе данных правозащитного общества «Мемориал» есть имена трёх жильцов этого дома, расстрелянных органами НКВД СССР в годы террора. Число погибших в лагерях ГУЛАГа не установлено.

#### Комплекс домов (№ 28, стр. 1—3)
В границах исторического домовладения, сформировавшегося на этом месте в начале XIX века, находились три строения, которые в 2003 году постановлением Мэра Москвы Ю. М. Лужкова были признаны аварийными и переданы компании «Ингеоком». В середине 2000-х годов компания осуществила строительство, реставрацию и реконструкцию зданий.
- Дом О. В. Козловской (№ 28 стр. 3). Небольшой двухэтажный особняк, «зажатый» двумя более крупными постройками, сооружён в 1884 году по проекту архитектора К. И. Андреева. Редкая готическая стилистика фасада здания тяготеет к её интерпретации в середине XIX века.[40] Особняк и его интерьеры являются выявленными объектами культурного наследия.[36]  памятник архитектуры (вновь выявленный объект)
- Жилой дом (№ 28 стр. 2). Девятиэтажный жилой дом построен компанией «Ингеоком» на месте снесённого здания. Проектом в составе жилого дома предусмотрены подземная стоянка, фитнес-клуб с тренажёрным залом, бассейном, сауной и турецкой баней[175].
- Доходный дом (№ 28 стр. 1). Шестиэтажный доходный дом построен на углу с Малым Ржевским переулком в 1913 году по проекту архитектора И. А. Германа. До октябрьской революции в доме жили театральная актриса А. А. Яблочкина и архитектор дома И. А. Герман[176]. В советское время здесь жили музыканты М. М. Ипполитов-Иванов, Ф. М. Блуменфельд и Г. Г. Нейгауз,[1][177] полярный лётчик Фабио Фарих[178], а также два Маршала Советского Союза — Б. М. Шапошников и А. И. Егоров.[12] В результате проведённой в 2004 году компанией «Ингеоком» реконструкции высота здания увеличилась на один этаж. По информации прессы, квартиры в реконструированном доме — одни из самых дорогих и престижных в Москве[155][179].

- Дом О. В. Козловской (№ 28 стр. 3)
- Жилой дом (№ 28 стр. 2)
- Доходный дом (№ 28 стр. 1)

#### Комплекс зданий Российской академии музыки и Музыкального училища имени Гнесиных (№ 30—38)

##### Дом В. Н. Охотникова — Шуваловых (№ 30/36)
Двухэтажный особняк состоит из нескольких построенных в разное время частей. В 1832 году на углу с Малым Ржевским переулком для московского купца Селивёрстова был построен небольшой каменный дом с подвалом. В 1838 году вплотную к нему был пристроен одноэтажный ампирный особняк с мезонином генерал-майора К. П. Офросимова. Богатый и суеверный человек, Офросимов не жил в новом доме, поселив здесь пожилую экономку (по поверью, в новом доме должен был непременно кто-нибудь умереть). Более 10 лет экономка жила здесь одна и пережила генерала. После К. П. Офросимова дом перешёл его племяннице Бухвостовой.
После того как в середине XIX века владения перешли Охотниковым, здания были объединены. В 1892 году при В. Н. Охотникове дом был перестроен по проекту архитектора А. С. Каминского в стиле классицизированной эклектики, при этом часть здания, являющаяся ранее домом Офросимова, сохранила основную планировку, сводчатые подвалы и декоративную обработку парадного фасада в первом этаже. Главный акцент фасада был перенесён Каминским на угловую часть здания, которая была превращена в своеобразную башню с глухим нижним ярусом, двухколонной лоджией во втором этаже и высоким куполом. Обращает на себя внимание хорошая прорисовка деталей оформления здания.
После Охотниковых дом принадлежал государственному деятелю и дипломату графу П. А. Шувалову. В мае 1905 года в доме П. А. Шувалова остановился его сын — вновь назначенный московским градоначальником генерал-майор П. П. Шувалов. С 1904 года в доме размещался организованный врачом Ф. А. Гриневским санаторий для больных внутренними и нервными болезнями, филиал которого в 1913 году был открыт в имении Гребнево. В 1950-е годы дом В. Н. Охотникова — Шуваловых был включён в комплекс зданий Государственного музыкально-педагогического института имени Гнесиных.
В результате проведённой в конце XX века реставрации была визуально выделена центральная часть здания. В интерьере дома частично сохранилось декоративное оформление конца XIX века: лепнина, роспись, широкая мраморная лестница. В 1989 году здесь открылся камерный концертный зал Российской академии музыки имени Гнесиных «Музыкальная гостиная в доме Шуваловых». Дом В. Н. Охотникова — Шуваловых является объектом культурного наследия федерального значения.

##### Российская академия музыки имени Гнесиных (№ 32)
Возведение здания для размещения Государственного музыкально-педагогического института (ГМПИ) имени Гнесиных было начато на Поварской в 1937 году по проекту архитекторов А. В. Тишина и Е. С. Головлёва. Строительство было прервано войной и возобновилось в 1943 году. Основная часть главного корпуса института была построена в 1946 году, став первым зданием, построенным в Москве специально для вуза. Выступающая вперёд входная часть здания обрамлена двумя парами полуколонн с оригинально решёнными композитными капителями. Несколько отступающая от проезжей части улицы правая часть корпуса обработана аналогичными колоннами, между которыми расположены барельефные портреты русских композиторов. Над колоннами расположен высокий аттиковый этаж. Здание оформлено в традиционной охристо-белой гамме и является типичным представителем сталинского классицизма. При строительстве в учебном корпусе была изначально запланирована квартира, где проживали сёстры Елена и Ольга Гнесины. Е. Ф. Гнесина в течение 72-х лет возглавляла созданный семьёй Гнесиных, пятью сёстрами и братом Михаилом, комплекс музыкальных учебных заведений, носящий их имя. После смерти Е. Ф. Гнесиной в квартире в 1969 году был создан мемориальный музей — единственный в Москве музей-квартира, расположенный внутри вуза. В музее сохранены прижизненная мемориальная обстановка, архив и библиотека Е. Ф. Гнесиной, представлены материалы о семье музыкальных педагогов Гнесиных. Квартира Е. Ф. Гнесиной является выявленным объектом культурного наследия.
В 1950 году учебный корпус института был расширен, а в 1958 году к нему был построен концертный зал, вход в который находится с Малого Ржевского переулка. В 1992 году музыкально-педагогический институт был преобразован в Российскую академию музыки имени Гнесиных. За долгую историю ГМПИ—РАМ им. Гнесиных здесь работали народные артисты СССР и России А. И. Хачатурян, Я. В. Флиер, Б. А. Покровский, Б. А. Чайковский, М. О. Рейзен. Среди выпускников вуза — Зара Долуханова, Евгений Светланов, Микаэл Таривердиев, Владимир Федосеев, Тимофей Докшицер, Людмила Зыкина, Евгений Кисин, Иосиф Кобзон, Владимир Дашкевич, Давид Тухманов и многие другие музыканты.
Ранее на месте современного здания Академии находилась Церковь святых Бориса и Глеба. Церковное здание стояло напротив Борисоглебского переулка, который получил своё название по этой церкви. По легенде, первая деревянная Борисоглебская церковь была построена здесь ещё Борисом Годуновым. Достоверно подтверждено существование церкви на этом месте в начале XVII века. Первоначально церковь имела один престол, освящённый во имя Смоленской Божией Матери Одигитрии. В 1685 году деревянная церковь сгорела, и в 1686—1691 годах на средства прихожан на этом месте был возведён каменный храм с тремя приделами — Спаса Нерукотворного Образа, Бориса и Глеба и московских митрополитов, святых Петра, Алексия, Ионы и Филиппа. Это здание простояло более ста лет, и в 1802 году церковь вновь была перестроена в классическом стиле на средства генерал-майора П. М. Жеребцова и его жены. На Поварскую выходила колоннада с портиком, над которым возвышался барабан и купол храма с небольшой главкой. К церкви примыкали строения трапезной и колокольни с островерхим шпилем, увенчанным крестом. Мощный купол храма являлся одной из архитектурных доминант улицы. Новая церковь имела два придела — Смоленской Божией матери и Святых Бориса и Глеба, здесь находился образ Спаса Нерукотворного, написанный Симоном Ушаковым в 1685 году. В 1830 году в церкви проходило венчание жившего неподалёку на Поварской (современный дом № 27) С. Д. Киселёва, свидетелем на котором был его друг А. С. Пушкин. В 1903 году в церкви состоялось венчание будущего обер-прокурора Священного Синода А. Д. Самарина с В. С. Мамонтовой — дочерью С. И. Мамонтова. Другим известным прихожанином Борисоглебской церкви был К. П. Победоносцев, который, как и Самарин, занимал в конце XIX — начале XX веков должность обер-прокурора. После революции церковь продолжала действовать, в 1930 году сюда была переведена община закрытой Борисоглебской церкви у Арбатских ворот. Церковь святых Бориса и Глеба была закрыта по постановлению Моссовета от 7 мая 1933 года и снесена в 1936 году. В 2007 году на месте разрушенной церкви был установлен памятный знак.

##### Музыкальное училище имени Гнесиных (№ 36—38)
В 1974 году по инициативе Е. Ф. Гнесиной был построен новый 13-этажный корпус Государственного музыкального училища имени Гнесиных по проекту архитекторов В. С. Егерева, А. А. Шайхета и З. Ф. Абрамовой. Учебный корпус училища и здание РАМ имени Гнесиных объединяет постройка (дом № 36) с косой односкатной крышей и глухим фасадом серого цвета, на котором помещена металлическая скульптура, изображающая женщину с лирой. Здание училища включает в себя большое количество учебных классов, концертный и спортивный залы, студию звукозаписи, библиотеку. Среди выпускников училища — Любовь Казарновская, Филипп Киркоров, Дима Билан, Марина Хлебникова и другие музыканты и исполнители. В 1998 году было реконструировано здание концертного зала училища.
Ранее на месте здания училища находился двухэтажный особняк, который сначала принадлежал А. Д. Самарину, а затем, вплоть до 1916 года, его родственникам. Во время первой мировой войны семья Самариных отдала почти весь свой дом под Главное управление Красного Креста, а сама переселилась в комнаты нижнего этажа. Особняк Самариных был разрушен в 1965 году.

#### Особняк князя Голицына (№ 40)
Особняк построен в 1885—1888 годах для князя А. Б. Голицына по проекту архитектора А. Э. Эрихсона. В этом здании 2 октября 1901 года была открыта Медведниковская гимназия, которая в 1904 году переехала в специально построенное для неё здание в Староконюшенном переулке. Как и соседнее владение № 38.В 1910 году в доме проживала семья градоначальника Москвы Рейнбота, жена которого была в первом браке женой Саввы Морозова. перед октябрьской революцией дом принадлежал семье Самариных. В настоящее время в бывшем особняке Голицына размещается Посольство Гренады в России.

#### Особняк М. Г. Понизовского (№ 42/1)
До начала XX века на этом месте стояла деревянная усадьба тайного советника Д. Г. Волчкова, занимавшая весь участок между Скарятинским и Скатертным переулками. Усадьба представляла собой строго симметричную классическую композицию из главного дома с колонным портиком посередине и двух угловых флигелей по переулкам, позади главного дома находились здания служб. Вероятно, планировка усадьбы и строения во владении были созданы около 1770-х годов. Фронтальный чертёж усадьбы содержится в архитектурных альбомах лучших московских зданий, составленных около 1801 года архитектором М. Ф. Казаковым. Во время пожара 1812 года все постройки усадьбы сгорели, однако уже к 1818 году были восстановлены.
В 1902 году усадьба, облик которой сохранялся с момента строительства почти неизменным, была куплена на снос Московским торгово-строительным акционерным обществом и разделена на два участка. Современное здание № 42, формирующее угол Поварской и Скатертного переулка и занимающее правую часть бывшей усадьбы Волчкова, было построено в 1903 году в стиле модерн по проекту архитектора Л. Н. Кекушева. Особенностью авторского замысла являлась новаторская объёмно-пространственная композиция сооружения, предвосхищающая приёмы планировки 1920-х годов: здание как бы составлено из подобных объёмов, которые вдоль переулка уступами поднимаются к угловому башнеобразному блоку, составляя ступенчатую пирамидальную композицию. Угловой возвышенный объём здания занят подъездом, основной же корпус слегка заглублён и отделён от красной линии улицы узким палисадником. Первоначально здание было облицовано светлой керамической плиткой, угловой объём был покрыт мощным металлическим четырёхгранным куполом с глубоким карнизом.
Лишь после постройки особняк был продан владельцу — подмосковному текстильному фабриканту М. Г. Понизовскому. В 1910 году изменение фасада и некоторые перестройки особняка произведены по проекту архитектора В. И. Мотылёва, а в 1914—1915 годах осуществлена полная классическая переработка фасадов, в результате которой здание лишилось почти всех примет стиля модерн, сохранив от замысла Л. Н. Кекушева лишь ступенчатую объёмно-пространственную композицию. В эти же годы со стороны Поварской была возведена геометричная гранитная ограда с характерным для московского модерна завитком спирали.
С 1922 года и по настоящее время в здании размещается Посольство Афганистана. Здание было меблировано в 1920-е годы, и в его внутреннем убранстве содержится большое количество ценных вещей, в том числе некоторые личные вещи, принадлежавшие ранее Наполеону, подлинники картин известных художников. В 1958 году между Советским Союзом и Афганистаном был подписан документ, в соответствии с которым здание предоставлено афганской стороне в бесплатную аренду сроком на 99 лет. После капитального ремонта здания, который проходил в 1994—2004 годах, здесь вновь разместилось афганское посольство. В 2009 году особняк М. Г. Понизовского вместе со зданиями служб и оградой принят под государственную охрану и отнесён к категории объектов культурного наследия регионального значения.

#### Особняк И. А. Миндовского (№ 44/2)
Как и соседний с ним дом № 42, особняк сооружён в 1903—1904 годах на месте бывшей усадьбы Волчкова по заказу и на средства Московского торгово-строительного акционерного общества с целью продажи. Проект здания выполнен архитектором Л. Н. Кекушевым, служившим в начале XX века главным архитектором Торгово-строительного акционерного общества, во франко-бельгийской интерпретации стиля модерн, однако в процессе постройки замысел архитектора претерпел существенные изменения. Построенный особняк был продан не сразу, на открытках 1900-х годов строение № 44 обозначено как дом Я. А. Рекка — директора Общества. Фабрикант и крупнейший домовладелец Кинешмы и Вичуги И. А. Миндовский приобрёл дом между 1904 и 1909 годами.
Здание отличается необычной как для стиля модерн в целом, так и для творчества Кекушева «классичностью»: фасад по улице имеет центральный ризалит, а боковой по переулку — подобие пилястрового портика. Кроме двух основных этажей, здание включает в себя полуподвальный этаж с окнами по трём сторонам, а также небольшой мезонин, обращённый к саду вдоль боковой границы владения. Главным акцентом уличного фасада является трёхчастное окно, над которым расположено рельефное панно с фигурками младенцев-путти, олицетворяющих различные искусства. Первоначально аттики здания завершались скульптурами, а на пилонах, обрамляющих чердачное окно бокового фасада, были установлены завершения в виде светильников, однако до наших дней они не сохранились. В едином ансамбле с особняком сооружены дворовые конюшни и металлическая ограда по улице и Скарятинскому переулку, рисунок которой в виде крыльев бабочки характерен для эстетики символизма. До настоящего времени сохранились также уникальное внутреннее декоративное убранство особняка. Светлые и высокие парадные помещения развёрнуты во втором этаже особняка по линии переулка. На потолке столовой особняка находится барельеф, напоминающий барельефы гостиницы «Метрополь», в проектировании и постройке которой Л. Н. Кекушев также принимал непосредственное участие. До настоящего времени сохранились цветные витражи окон с растительным орнаментом и редкие для Москвы стёкла с рисунками, выполненными в технике травления. По мнению искусствоведов И. Л. Бусевой-Давыдовой, М. В. Нащокиной и М. И. Астафьевой-Длугач, особняк Миндовского является одним из лучших сооружений московского модерна, отличается синтезом архитектурного и декоративного языка.
После смерти И. А. Миндовского в 1912 году здание унаследовали его дети — Николай, Иван, Ираида и Ольга. Миндовские владели особняком вплоть до 1917 года, когда в здании разместился госпиталь (по другой информации — рабочий клуб). В 1922 году особняк заняли полномочные представительства РСФСР и УССР при всех заграничных организациях помощи голодающим. В 1924 году в здании разместилась сначала Шведская миссия, а затем вплоть до 1970-х годов особняк являлся резиденцией посла Швеции в СССР. С 1972 года особняк занимает посольство Новой Зеландии, резиденция посла находится на втором этаже. За годы пребывания в здании посольства Новой Зеландии интерьеры особняка неоднократно подвергались перепланировке и модернизации. За успешно проведённую масштабную реставрацию посольство Новой Зеландии было удостоено премии Правительства Москвы «За уважение к культуре России». Бывший посол Джим Вейр издал в Новой Зеландии мемуары, в которых рассказал о работах по реставрации здания. Особняк И. А. Миндовского вместе с флигелем и оградой является объектом культурного наследия федерального значения. Находится в ведении ГлавУпДК при МИД России.

#### Городская усадьба Я. М. Шлоссберга (№ 46)
Городская усадьба на углу Поварской и Скарятинского переулка построена в 1910—1911 годах для купца первой гильдии, главы конторы по продаже мануфактурного товара Якова Шлоссберга по проекту А. Н. Зелигсона — гражданского инженера польского происхождения, имевшего в 1907—1917 годах обширную архитектурную практику в Москве. Интерпретация ренессансной стилистики здания уникальна и в Москве более не встречается. Сооружение контрастирует своим мелким лепным декором и достаточно простой объёмной композицией с крупными монументальными объёмами и декоративными формами построенного ранее соседнего особняка Миндовского. Уличный фасад городской усадьбы отличает качество исполнения лепных работ. Садовый фасад здания отличается большей выразительностью, обработка его стен рустом выполнена по гладкой, а не по фактурной поверхности. Центром внутренней планировки особняка является высокий двухуровневый холл с деревянной лестницей и галереей на втором этаже, ограждённой балюстрадой. Практически весь первый этаж здания отведён под парадную часть, включающую в себя анфиладу комнат, среди которых выделяются выдержанная в стиле ампир большая гостиная, отдельный кабинет и зимний сад, оформленный элементами модерна и позднего рококо. Декоративная отделка интерьеров особняка сохранилась до настоящего времени. Позади особняка находится небольшой сад, выходящий оштукатуренной каменной оградой на Поварскую улицу и Скарятинский переулок.
В конце 1920-х годов в особняке разместилось сначала торговое представительство Великобритании, а затем Британская миссия. С 1956 года и по настоящее время в доме располагается резиденция посла ФРГ в России. В 2000-е годы посольством Германии был проведён капитальный ремонт здания. В 2004 году особняк, здания служб (гараж и конюшни), хозяйственный флигель и ограда с пилонами городской усадьбы Я. М. Шлоссберга приняты под государственную охрану в качестве объекта культурного наследия регионального значения. В 2006 году был подписан договор аренды сроком на 99 лет. В 2016 году был заключён контракт стоимостью 15,6 млн евро с архитектурной фирмой Krekeler Generalplaner на проведение капитального ремонта и модернизацию здания, а также благоустройство сада. В связи с вторжением России на Украину все эти работы были приостановлены.

#### Дом А. Н. Волконской (№ 48)
Единственный сохранившийся на улице одноэтажный деревянный дом с мезонином построен в 1814 году неизвестным архитектором. Подобные особняки формировали облик Поварской улицы в первой половине XIX века. В 1858 году, когда владение принадлежало чиновнику особых поручений при Московском военном генерал-губернаторе К. П. Нарышкину и его брату Д. П. Нарышкину, здесь бывал знакомый хозяев, путешествующий по России французский писатель Александр Дюма. Дюма отзывался о «царственном гостеприимстве», оказанном ему в этом доме.
К настоящему времени здание сохранило объёмно-пространственную композицию, однако в результате многочисленных ремонтов утратило гармоничность первоначального облика. Главный дом усадьбы и хозяйственный корпус постройки 1802 года являются заявленными объектами культурного наследия.

#### Особняк Святополк-Четвертинского (№ 50)
Особняк построен в 1887 году по заказу князя Б. В. Святополк-Четвертинского по проекту архитектора П. С. Бойцова, руководство строительством осуществлял архитектор А. Г. Венсан. По стилистике особняк близок замковым постройкам французского ренессанса и барокко. Обращённый к улице главный вход в здание заглублён под сводчатую сень, к которой примыкает выразительная металлическая ограда с рисунком, основанном на мотиве спирального завитка. Внутреннее убранство здания богато деревянной отделкой, выполненной по эскизам архитектора П. С. Бойцова. Исследователь московской архитектуры доктор искусствоведения М. В. Нащокина относит особняк Святополк-Четвертинского к шедеврам стилизаций конца XIX века.
После князя Б. В. Святополк-Четвертинского дом перешёл графине А. А. Олсуфьевой — жене генерала от кавалерии и известного филолога А. В. Олсуфьева, в связи с чем в некоторых источниках здание упоминается как «особняк Олсуфьева». По преданию, особняк Олсуфьевых посещал император Александр III. В детские годы в особняке жила будущая переводчица русской литературы М. В. Олсуфьева, оставившая о доме воспоминания. А. А. Олсуфьева владела особняком вплоть до революции 1917 года. В первые советские годы в доме проходили заседания Академии вольной духовной культуры, которые вёл философ Н. А. Бердяев. Позже в здании была размещена городская беднота, которая жила здесь до 1925 года. Затем дом занял отдел детских учреждений при ВЦИК.
С 1932 года (по другим данным — с 1933 г.) по просьбе М. Горького бывший особняк Святополк-Четвертинского был передан под размещение Центрального дома литераторов (ЦДЛ). С 1934 года в здании также размещается научная библиотека Центрального дома литераторов, в фондах которой около 400 тысяч книг, журналов и газет. В 1955 году по проекту архитектора А. Е. Аркина со стороны Большой Никитской к особняку было пристроено новое здание ЦДЛ. В конце 1980-х годов была проведена реставрация здания, которая не затронула основные конструктивные элементы особняка, а декоративные детали интерьера были восстановлены. В 1993 году в ЦДЛ был создан клуб писателей. В 2004 году особняк Б. В. Святополк-Четвертинского и примыкающее к нему со стороны Большой Никитской улицы здание приняты под государственную охрану в качестве объекта культурного наследия регионального значения. В настоящее время в здании работает известный клуб-ресторан «ЦДЛ».

#### Усадьба Соллогуба (Городская усадьба князей Долгоруковых) (№ 52/55)
Ансамбль городской усадьбы сложился на этом месте не одновременно. В 1756 году по линии Большой Никитской улицы во владении И. И. Воронцова-Вельяминова был построен небольшой дом с рустованным цокольным этажом и угловыми пилястрами. Этот дом составляет центральную часть существующего в настоящее время главного здания усадьбы. В 1770-е годы владение перешло Долгоруковым, при которых усадьба была расширена до Поварской улицы, а по её линии и боковым границам возведены два симметричных служебных корпуса с круглыми угловыми помещениями. На рубеже XVIII—XIX веков главный дом усадьбы был расширен и получил строгую классическую обработку фасадов. Со второй половины XIX века усадьбой владел баронский род Боде-Колычёвых. В середине 1850-х годов в доме барона жили вдова А. С. Грибоедова Н. А. Чавчавадзе и её сестра, правительница Мегрелии Е. А. Чавчавадзе. При М. Л. Боде-Колычёве двор усадьбы получил современную замкнутую композицию. В 1859 году к восточному торцу главного дома была пристроена домовая церковь в русском стиле во имя святителя Филиппа. В этой церкви в 1866 году венчался И. С. Аксаков с А. Ф. Тютчевой. За время с 1852 по 1860 год к главному дому были пристроены двухэтажный дворовый флигель, полукруглая двухэтажная галерея-переход между главным домом, церковью и новым флигелем, сломана старая кузница с прилегающими постройками и возведена новая каменная ограда со стороны Большой Никитской улицы. По отзывам современников, усадьба Боде-Колычёва представляла собой «музей средневековых достопримечательностей», среди которых особую ценность представляли картинная галерея и коллекция оружия. После кончины М. Л. Боде-Колычёва усадьбу унаследовала его дочь Наталья Михайловна, которая была замужем за художником Ф. Л. Соллогубом, в связи с чем нередко владение именуется «усадьба Соллогуба». Соллогубы владели усадьбой вплоть до октябрьской революции. В это время парадный двор получил окончательную симметричную композицию, включившую в себя заново построенные декоративные стенки между главным домом и флигелями, террасу у полукруглого перехода между центральным зданием и восточным флигелем, четырёхколонный портик восточного флигеля, соответствующий боковым портикам главного дома.
Существует мнение, что усадьба послужила прототипом имения Ростовых в романе Л. Н. Толстого «Война и мир», владение даже упоминается в литературе как «дом Ростовых». Традиция того, что усадьба является прообразом имения Ростовых, настолько сильна, что в советское время на фасадной стене главного дома была установлена соответствующая мемориальная доска. Однако некоторыми исследователями и учёными эта литературная легенда опровергается.
После революции в усадьбе Соллогуба проводились нелегальные собрания Союза земельных собственников, которые посещали П. Б. Струве, В. И. Гурко, С. Е. Трубецкой. Большевики пытались разместить в усадьбе ВЧК, однако для этого здания оказались неудобны, и в конце марта 1918 года Комиссия переехала в дом страхового общества «Россия» на Большую Лубянку. Позднее в усадьбе проживал с семьёй А. В. Луначарский, размещались Литкомиссия ВЦИК, Комитет по делам национальностей и ряд других учреждений. В 1920 году здесь открылся «Дворец искусств», в котором выступали А. А. Блок, С. А. Есенин, Б. Л. Пастернак, А. Н. Толстой, И. Г. Эренбург, М. И. Цветаева и другие литераторы. В 1921 году в усадьбе начал работу Высший литературно-художественный институт, основателем и ректором которого был поэт В. Я. Брюсов. Среди выпускников института — поэты М. А. Светлов, Е. А. Благинина, писатели Артём Весёлый, С. П. Злобин и другие. В 1925 году ВЛХИ был переведён в Ленинград и вскоре закрыт. В 1922—1923 годах в строениях бывшей усадьбы Соллогубов также находился Музей живописной культуры. В годы НЭПа домом владели частные лица, сдававшие квартиры жильцам внаём. В 1932 году в усадьбе разместился Союз писателей СССР, который в разное время возглавляли Максим Горький, Александр Фадеев, Константин Федин и другие известные писатели. В 1933 году усадьба была национализирована. В 1940 году в усадьбе проходило прощание с писателем М. А. Булгаковым.
В 1956 году посреди парадного двора усадьбы был установлен памятник Л. Н. Толстому, выполненный скульптором Г. Н. Новокрещеновой и архитектором В. Н. Васнецовым. Памятник Л. Н. Толстому — дар писателей Украины писателям России в ознаменование 300-летия воссоединения Украины с Россией. В 1950-е годы некоторые строения усадьбы продолжали оставаться жилыми: так, в подвале дома в это время жил начинающий поэт Роберт Рождественский. В 1960 году усадьба была отнесена к категории памятников архитектуры государственного значения. В 2000-е годы в результате неоднократных сделок усадьба утратила собственника в лице Международного союза общественных объединений «Международное сообщество писательских союзов» (МСПС). По иску МСПС и Комитета по культурному наследию города Москвы Сообщество писательских союзов было признано собственником здания и обязалось отреставрировать весь исторический комплекс памятника архитектуры в полном объёме.
В настоящее время, кроме писательских организаций, в зданиях усадьбы размещается редакция журнала «Дружба народов», а также несколько ресторанов. Главный дом городской усадьбы Долгоруковых—Соллогубов, церковь, здание служб, ограда с воротами и территория парадного двора являются объектами культурного наследия федерального значения.

#### Дом баронессы Н. А. Майендорф (№ 54/46)
Ранее чётная сторона Поварской улицы завершалась небольшим двухэтажным домом середины XIX века с тремя окнами по фасаду, выходившему на Кудринскую площадь. Дом имел скруглённый угол, с которого находилась дверь в торговую лавку. Владелицей дома перед октябрьской революцией была баронесса Н. А. Майендорф, которой также принадлежал известный замок Майендорф. С 1920-х до середины 1950-х годов в здании размещалась «Нефтелавка», а затем магазин «Керосин». В соседнем с этим домом по Кудринской площади ампирном особняке, некогда принадлежавшем Н. В. Долгорукой(по другим данным — Казакову), в 1872—1873 годах снимал квартиру П. И. Чайковский. Здесь композитор работал над Второй симфонией, музыкой к сказке А. Н. Островского «Снегурочка», симфонической фантазией «Буря» и рядом других сочинений. В память о годах жизни в этом здании П. И. Чайковского на фасадной стене здания со стороны Кудринской площади установлена мемориальная доска.
В 1990-е — 2000-е годы на основании Распоряжения Ю. М. Лужкова оба здания были реконструированы и объединены в единый комплекс для размещения Культурного центра П. И. Чайковского, при этом часть построек архитектурного ансамбля была снесена, оставшиеся надстроены, изменён фасад, выходящий на Кудринскую площадь. 18 мая 2007 года в реконструированном здании был открыт музей «П. И. Чайковский и Москва» (филиал ГЦММК имени Глинки). Музей не является мемориальным, а отражает музыкальную, культурную и художественную атмосферу Москвы эпохи Чайковского. Материалы музея дают представление об окружении композитора, его родных и знакомых, в витринах представлены издания произведений П. И. Чайковского. В доме также находится зал с личными вещами и обстановкой кабинета пианиста-виртуоза Н. Г. Рубинштейна. На первом этаже здания со стороны Кудринской площади работает кафе московской сети кофеен «Кофемания».

## Памятники, мемориальные доски и памятные знаки

### Памятники
- А. М. Горькому (во дворе дома № 25а)
- И. А. Бунину (в сквере между Большим Ржевским и Борисоглебским переулками)
- Л. Н. Толстому (во дворе дома № 52/55)
- С. В. Михалкову (в сквере между домами домами № 33 и № 35/28) открыт 28 мая 2014 года. В церемонии принял участие президент России В. В. Путин.[245]

### Мемориальные доски
- Ю. К. Балтрушайтису — на фасаде дома № 24
- Л. Б. Красину, Н. Нариманову — на фасаде дома № 25
- И. А. Бунину — на фасаде доме № 26
- В память о первом чтении А. С. Пушкиным поэмы «Полтава» — на фасаде дома № 27
- Мемориальная доска, обозначающая предполагаемый «дом Ростовых» из романа Л. Н. Толстого «Война и мир», — на стене главного дома усадьбы № 52/55
- П. И. Чайковскому — на фасаде дома № 54/46 со стороны Кудринской площади

### Памятные знаки
- Знак на месте снесённой церкви святых Бориса и Глеба (стена дома № 32)

## Транспорт
Автомобильное движение на всей протяжённости улицы двустороннее. Улица входит в список «спецтрасс», которыми пользуются первые лица государства, что даёт ГИБДД право на установку дополнительных дорожных ограждений, знаков и указателей регулирующих, запрещающих или ограничивающих дорожное движение по улице.

### Метро
В 230 м от начала улицы находится станция «Арбатская» Арбатско-Покровской линии и в 380 м — одноимённая станция Филёвской линии. В 400 м от конца улицы находится станция «Баррикадная», в 570 м — Краснопресненская.

### Наземный общественный транспорт
В конце 1920-х годов по улице проходил автобусный маршрут № 4 (Площадь Свердлова — Хорошёвский Серебряный бор). Автобус делал остановки на углу Скарятинского и Малого Ржевского переулков. По воспоминаниям некоторых современников, автобус ходил довольно редко. С 1952 по 1992 годы по улице Воровского (Поварской) проходил автобусный маршрут № 39; в 1960-е годы — автобус № 6 («Павелецкий вокзал — Силикатный завод»).
С 1992 года движение наземного общественного транспорта по улице не осуществляется. В 100 метрах от начала улицы на Новом Арбате находится остановка «Арбатские ворота» автобусов м2, м7, с511, н2. В конце улицы, возле дома № 28/35 по Новинскому бульвару, находится остановка «Кудринская площадь» автобусов 239, 379, с369, Б.

## Улица в художественной литературе и искусстве
- На Поварской улице находится усадьба Ростовых — героев романа-эпопеи Л. Н. Толстого «Война и мир».[227]
- Здесь происходит одна из сцен пьесы М. А. Булгакова «Война и мир»[249].
- События на улице в дни Октябрьской революции описаны И. А. Буниным в дневниковой книге «Окаянные дни».
- По адресу Поварская, 28 живёт один из героев детектива Бориса Акунина «Статский советник».
- На Поварской улице жил олигарх Виктор Марьянович Рябушкин — герой кинокомедии «Наша Russia. Яйца судьбы».
- Поварская улица упоминается в романе Владимира Сорокина «Сердца четырёх». На этой улице жила мать одного из главных героев, Виктора Реброва.
- В романе Юрия Полякова «Гипсовый трубач, или конец фильма» на этой улице находится памятник Пургачу, некоему широко известному актёру с трагической судьбой.

### Сноски
1. ↑  Наименования зданий и сооружений на улице приведены по:
  - Москва. Архитектурный путеводитель / Бусева-Давыдова И. Л., Нащокина М. В., Астафьева-Длугач М. И.. — М.: Стройиздат, 1997. — 512 с. — ISBN 5-274-01624-3. Архивировано 11 мая 2013 года.
  - Реестр объектов культурного наследия. Официальный сайт «Москомнаследия». Дата обращения: 29 июля 2010. Архивировано 1 февраля 2012 года.